# Tania Lamarca
Tania Lamarca Celada (Vitoria, 30 de abril de 1980) es una exgimnasta rítmica española, bicampeona del mundo y medalla de oro en los Juegos Olímpicos de Atlanta 1996.
En 1994 fue campeona de España júnior individual con el Club Aurrera. Para 1995 pasó a formar parte de la selección nacional de España en modalidad de conjuntos. Desde entonces, todas las medallas que obtuvo en competiciones oficiales fueron conseguidas como miembro del conjunto español. Su primera competición importante fue el Campeonato Europeo de Praga, en el que se proclamó subcampeona de Europa en 3 pelotas y 2 cintas, además de llevarse otras dos medallas de bronce en el concurso general y en la final de 5 aros. Ese mismo año se proclamó campeona del mundo en la modalidad de 3 pelotas y 2 cintas en el Campeonato Mundial de Viena. Además de esta medalla de oro, se llevó dos medallas de plata en el concurso general y en la final de 5 aros.
En el año 1996 conquistó su segundo título mundial en la final de 3 pelotas y 2 cintas del Campeonato Mundial de Budapest, competición en la que se llevó también la medalla de plata en el concurso general. Ese año logró el mayor éxito de su carrera deportiva al convertirse en campeona olímpica en la modalidad de conjuntos de gimnasia rítmica en los Juegos Olímpicos de Atlanta, junto a sus compañeras Marta Baldó, Nuria Cabanillas, Estela Giménez, Lorena Guréndez y Estíbaliz Martínez. Tras esta consecución, el conjunto fue bautizado por los medios como las Niñas de Oro. En 1997 fue subcampeona de Europa en 5 pelotas y bronce en 3 pelotas y 2 cintas en el Europeo de Patras.
Tras su retirada obtuvo el título de Entrenadora Nacional de Gimnasia Rítmica, siendo técnico a nivel escolar en Vitoria, Zaragoza y Escarrilla, además de impartir clases de deportes como el snowboard durante 5 años en la estación de Aramón Formigal, de la que también fue administrativa. En 2008 publicó su autobiografía, Lágrimas por una medalla, escrita junto a la periodista Cristina Gallo. Para 2013 se estrenó en YouTube el documental Las Niñas de Oro, dirigido por Carlos Beltrán, que narra la historia del conjunto campeón olímpico en Atlanta a través de entrevistas a las propias gimnastas, y en 2016 asistió junto al resto del equipo a la Gala 20.º Aniversario de la Medalla de Oro en Atlanta '96 en Badajoz. Tiene diversas distinciones, entre ellas la Orden Olímpica del Comité Olímpico Español (1996), la Placa de Oro de la Real Orden del Mérito Deportivo (1996), la Copa Barón de Güell en los Premios Nacionales del Deporte (1997), y la Medalla de Oro de la Real Orden del Mérito Deportivo (2015). 
A fecha de 2023 vive en Escarrilla, imparte regularmente el Campus de Gimnasia Rítmica Tania Lamarca, realiza numerosas conferencias sobre los conocimientos y valores que le ha aportado su experiencia deportiva, e integra el equipo de coaching deportivo Sport & Play. En 2016 fue candidata a la presidencia de la Federación Alavesa de Gimnasia, y para 2017 presentó su línea de ropa deportiva, llamada «FLY».

## Biografía deportiva

### Inicios y primeras competiciones

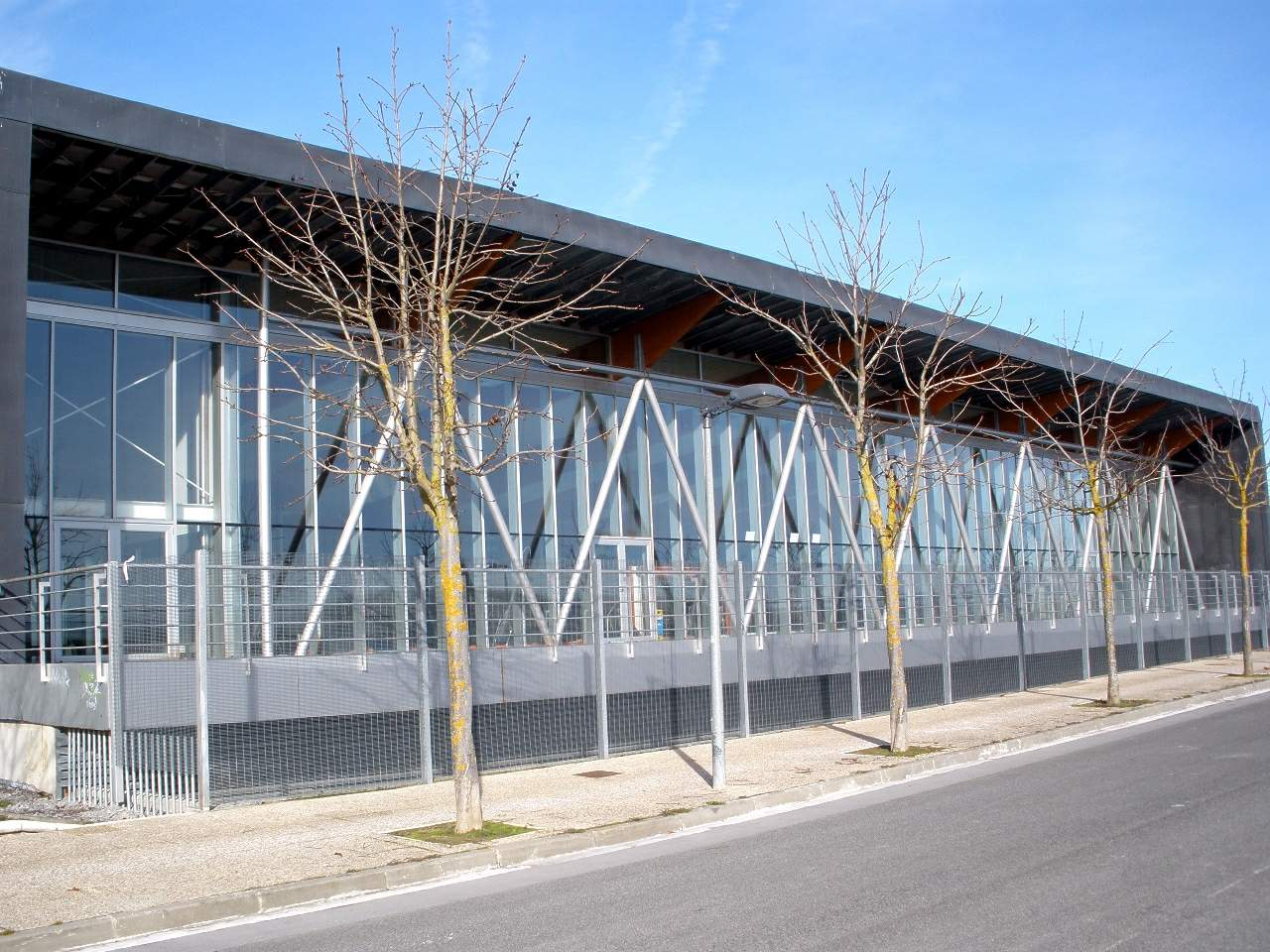
Lamarca entrenó con Iratxe Aurrekoetxea en el Polideportivo de Abetxuko (Vitoria) durante su etapa en el Club Aurrera.

Tania Lamarca nació en Vitoria el 30 de abril de 1980. Un tío suyo, José Luis Lamarca, había sido jugador de fútbol en equipos como el Deportivo Alavés, el Club Deportivo Vitoria o el Club Deportivo Aurrera en los años 60 y 70. Tania se inició en la gimnasia rítmica con 5 años de edad, en 1985, en el Colegio Canciller Ayala de Vitoria como parte de las actividades extraescolares. Posteriormente pasó a integrar las filas del Club Arabatxo, donde fue entrenada por Agurtzane Ibargutxi en el gimnasio de la Fundación Estadio. En 1991 participó en su primer Campeonato de España, celebrado en Torrevieja.
Poco después se trasladó a una escuela del Ayuntamiento entrenada por Iratxe Aurrekoetxea, que pronto pasó a llamarse Club IVEF. Allí entrenó alternativamente unos dos años tanto en el Centro Cívico Europa como en el polideportivo del IVEF (Instituto Vasco de Educación Física), actual Facultad de Ciencias de la Actividad Física y del Deporte de la Universidad del País Vasco. El club se convirtió posteriormente en una sección del Club Deportivo Aurrera de Vitoria, denominándose entonces Club Aurrera, aunque en 1996 se independizó y pasó a llamarse Club Beti Aurrera, que es su nombre actual. En su etapa en el Aurrera entrenó siempre a las órdenes de Aurrekoetxea en el Polideportivo de Abetxuko (Vitoria). Del Aurrera surgirían otras famosas gimnastas nacionales como Estíbaliz Martínez o Almudena Cid. En 1994, Tania se proclamó campeona de España júnior en el Campeonato de España Individual «B», celebrado en Guadalajara, donde logró la medalla de oro tanto en el concurso general como en las finales de cada uno de los cuatro aparatos (aro, mazas, cinta y manos libres).

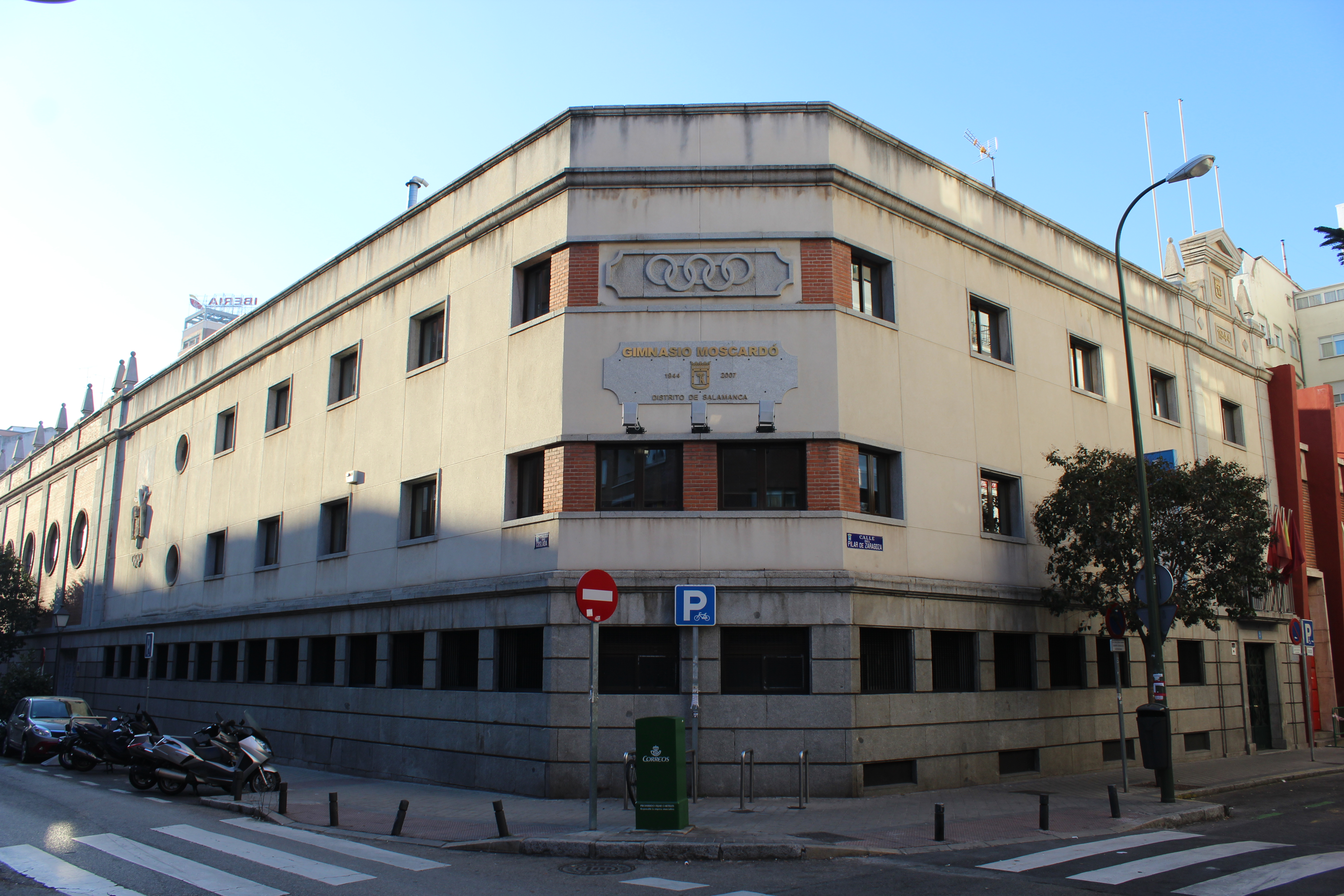
El Gimnasio Moscardó, en el distrito de Salamanca (Madrid), fue el lugar de entrenamiento de la selección nacional de gimnasia rítmica hasta 1997.

En septiembre de 1994 acudió a su primer control en Madrid para entrar en el equipo nacional. En el mismo, su compañera de club, Estíbaliz Martínez, sería seleccionada. Tania, sin embargo, no fue escogida debido a su estatura de 1,54 metros, que estaba por debajo del 1,60 que buscaba la seleccionadora nacional, Emilia Boneva. Después de que su entrenadora le comentara los motivos, Tania pensó en retirarse de la gimnasia. Sin embargo, animada por la propia Iratxe Aurrekoetxea y por el preparador físico del club, Javi Orbañanos, siguió entrenando en Vitoria con el objetivo de convencer a la seleccionadora de su calidad técnica en los siguientes campeonatos.
En una entrevista a ETB en 1995, Aurrekoetxea, preguntada por las características de Lamarca, además de destacar su preparación técnica y sus cualidades físicas, se refirió a ella como una gimnasta «muy trabajadora», señalando que «todo lo que ha conseguido lo ha conseguido porque siempre está todos los días entrenando, y entrenando y entrenando». En una entrevista en 2016 a Sobre el tapiz, su posterior entrenadora Emilia Boneva también destacó que «[Tania] era la pequeña 'abejita trabajadora', para ella no existía 'no puedo' o 'no quiero'».

### Etapa en la selección nacional

#### 1995: llegada al equipo y primer título mundial en Viena
En febrero de 1995 fue nuevamente llamada por la selección, esta vez para estar una semana entrenando con el equipo español en Madrid. Poco después de regresar a Vitoria, a principios de marzo de 1995, Iratxe le comunicó que finalmente había sido escogida por Boneva para entrar a formar parte de la selección nacional de gimnasia rítmica de España en la modalidad de conjuntos.
El 19 de marzo, aproximadamente un mes antes de cumplir los 15 años de edad y el mismo día en el que disputó la Copa de España en Leganés, su última competición con el club, se incorporó a la concentración permanente de la selección, en la que iba a estar hasta 1997. Desde ese momento, convivió con el resto de las integrantes del equipo en un chalet en Canillejas y entrenó en el Gimnasio Moscardó de lunes a sábado primero unas 6 horas y después hasta 8 horas diarias en el año previo a los Juegos Olímpicos, en el que dejaron de ir al colegio. El conjunto fue entrenado por la propia Emilia Boneva y por María Fernández Ostolaza. La coreógrafa desde 1994 hasta 1998 fue Marisa Mateo.
| Componentes del conjunto en 1995 | Puesto                                           |
| -------------------------------- | ------------------------------------------------ |
| Marta Baldó                      | Titular en los dos ejercicios                    |
| Nuria Cabanillas                 | Suplente en 3 pelotas/2 cintas Titular en 5 aros |
| Estela Giménez                   | Titular en los dos ejercicios                    |
| Tania Lamarca                    | Titular en los dos ejercicios                    |
| Estíbaliz Martínez               | Titular en 3 pelotas/2 cintas Suplente en 5 aros |
| María Pardo                      | Titular en los dos ejercicios                    |
| Maider Esparza                   | Suplente en los dos ejercicios                   |

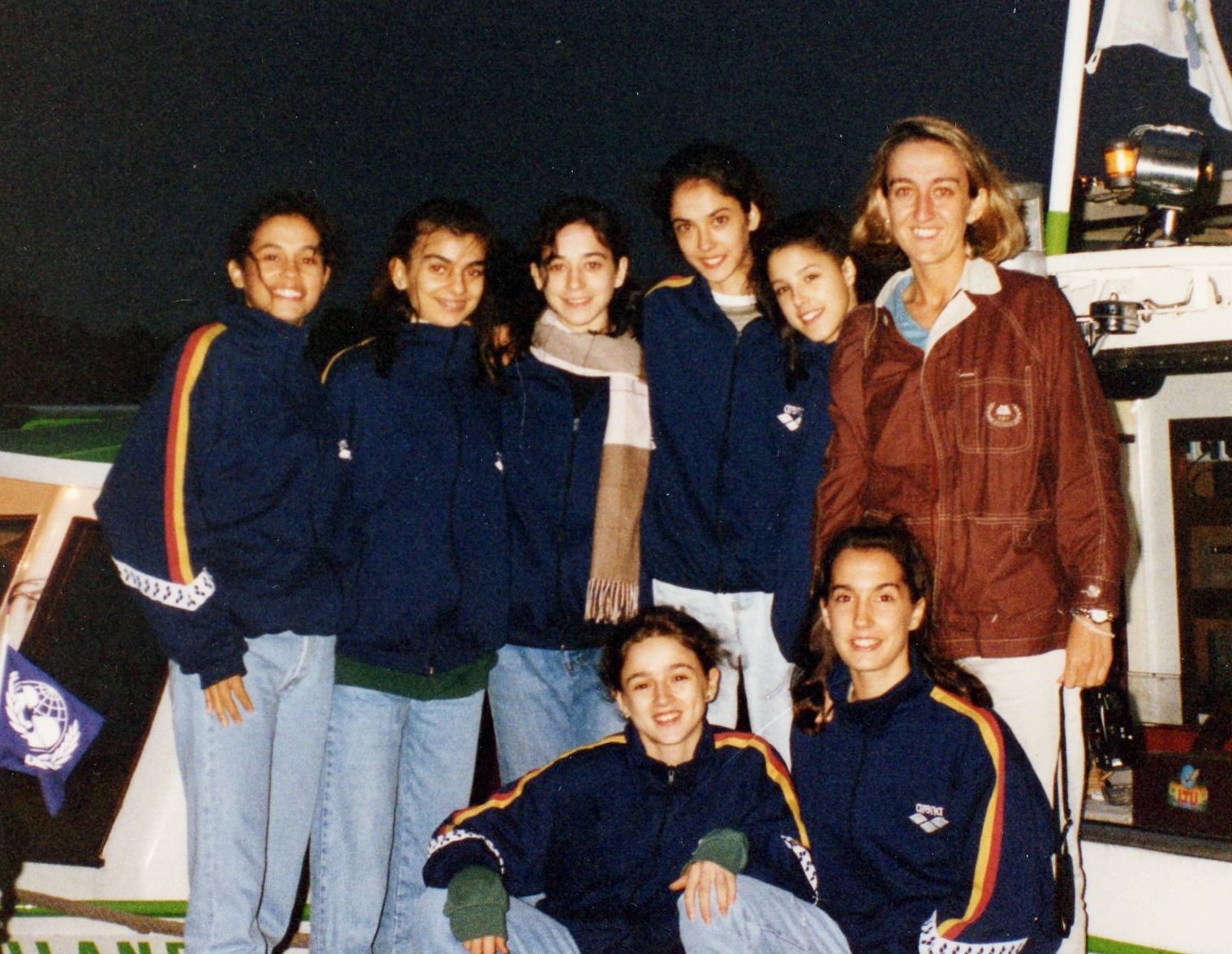
Tania (segunda a la derecha) con el conjunto español en París, poco después de su debut internacional en Corbeil-Essonnes (1995).

Comenzó como la gimnasta suplente del equipo. Ese año hubo rotación de los aparatos en los conjuntos, por lo que se habían compuesto nuevos montajes para los dos ejercicios del equipo. En el ejercicio de 5 aros se usó una adaptación de la pieza Asturias (Leyenda), perteneciente a la Suite española, Op. 47 de Isaac Albéniz. El tango «Verano porteño», de Astor Piazzolla, fue el tema empleado en el ejercicio de 3 pelotas y 2 cintas.
En abril de 1995 se disputó la primera competición de la temporada, el Torneo Internacional de Portimão, pero Tania no fue convocada al mismo. La semana siguiente, acudió como suplente en los dos ejercicios en el torneo de Karlsruhe. En él, el conjunto español, debido a una mala calificación en el ejercicio de 5 aros, obtuvo un sexto puesto en el concurso general. Además, en la final del mixto de 3 pelotas y 2 cintas también obtendrían la sexta plaza. Debido a esta mala actuación, María Fernández y Emilia Boneva hicieron algunas modificaciones en el equipo, colocando a Tania como titular en los dos ejercicios en lugar de Maider Esparza. El debut de Tania como titular del conjunto fue en una exhibición en Corbeil-Essonnes. Posteriormente el conjunto participaría en diversos torneos y exhibiciones en Manresa, Alicante o Liévin.
En julio tuvo lugar su primera competición importante, el Campeonato Europeo de Gimnasia Rítmica de Praga. Allí obtuvo el tercer puesto en el concurso general y en el concurso de 5 aros, y el segundo puesto en el mixto de 3 pelotas y 2 cintas. En el concurso general, disputado en primer lugar, el combinado español logró una nota de 18,900 en el ejercicio de 3 pelotas y 2 cintas y de 19,725 en el de 5 aros, lo que sumó una puntuación acumulada de 38,625, obteniendo así el tercer puesto por detrás de Bulgaria y Rusia, que se llevaron la medalla de plata y oro respectivamente. Ese tercer lugar también les dio la clasificación para las finales por aparatos que se disputarían en la jornada posterior. En la competición de 3 pelotas y 2 cintas las españolas quedaron segundas a solo 7 milésimas de la primera posición, que se la llevó en esta ocasión Bulgaria. En la final de 5 aros volvieron a quedar terceras, superadas por rusas y búlgaras.
A finales de agosto comenzaron las competiciones de preparación para el Campeonato Mundial. Primero se disputó en la ciudad holandesa de Deventer el torneo Alfred Vogel Cup, una de las competiciones internacionales más importantes. En esta cita, el conjunto español conquistó las tres medallas de oro disputadas: la del concurso general, la de 5 aros y la de 3 pelotas y 2 cintas. Días después, el equipo español logró la medalla de plata en el torneo International Group Masters de Hanóver, siendo superado únicamente por el conjunto ruso.

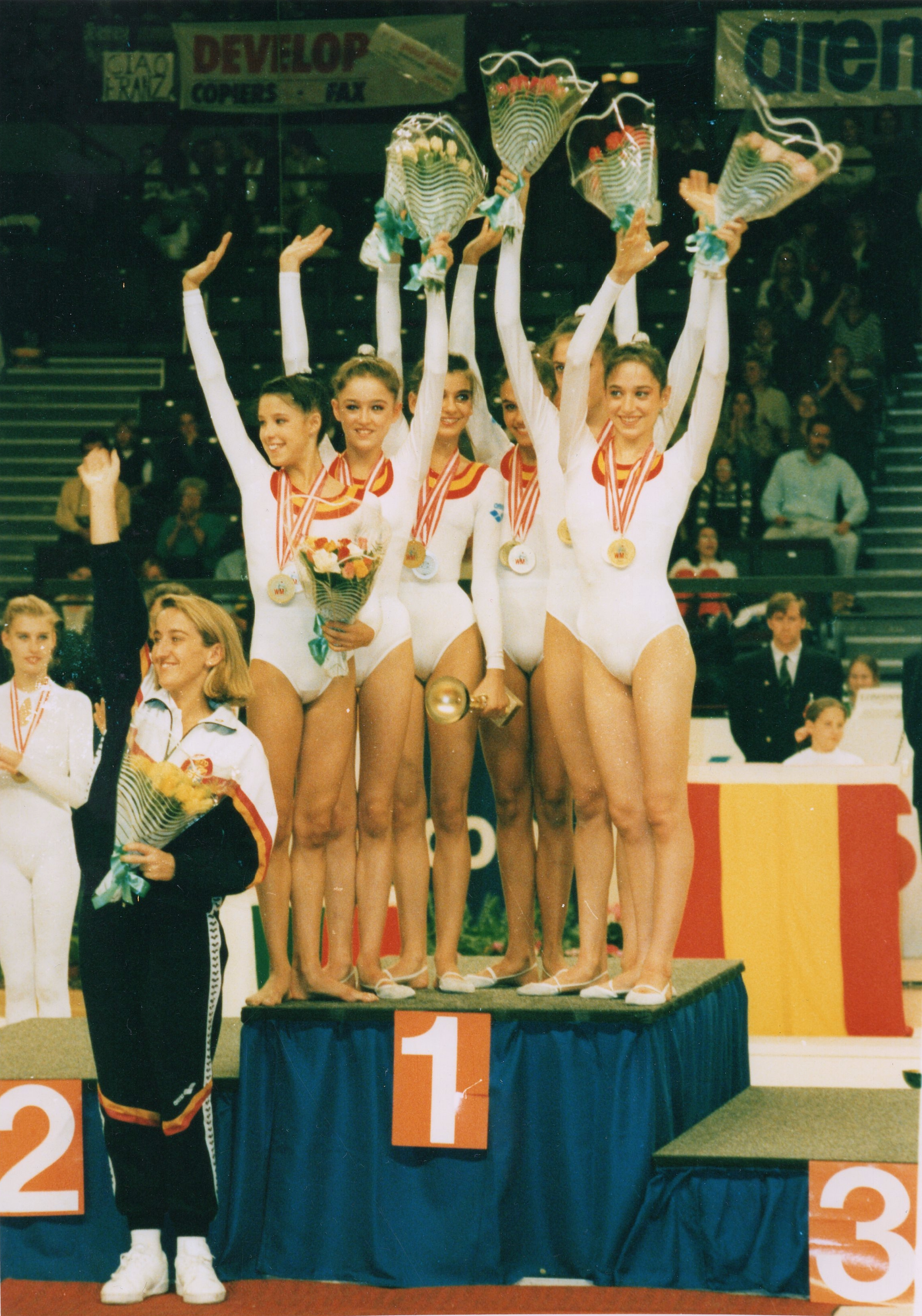
El conjunto proclamándose por primera vez campeón del mundo de 3 pelotas y 2 cintas en el Mundial de Viena (1995).

Un mes después del torneo alemán, tuvo lugar su primer mundial, el Campeonato del Mundo de Viena, donde, con el ejercicio de 3 pelotas y 2 cintas, logró su primera medalla de oro en esta competición, además de obtener también dos medallas de plata en el concurso general y en el de 5 aros. En primer lugar se disputó el concurso general, en el que las españolas consiguieron una calificación de 19,650 en el ejercicio de 3 pelotas y 2 cintas y de 19,750 en el de 5 aros, que harían una nota acumulada de 39,400, siendo superada esta puntuación solo por Bulgaria. Ese segundo puesto hizo que el equipo obtuviera la clasificación automática para la competición de conjuntos en los Juegos Olímpicos de Atlanta, que se disputarían un año después. La jornada siguiente, en la final del mixto, el conjunto español logró con una nota de 19,800, superar en 25 milésimas a las búlgaras, obteniendo así la medalla de oro en la competición de 3 pelotas y 2 cintas. En la final de 5 aros, fue el conjunto búlgaro el que por 25 milésimas, ganó la competición por delante de las españolas, que obtendrían de nuevo una nota de 19,800.
Para 1996 la modalidad de conjuntos se iba a aceptar por primera vez en los Juegos Olímpicos, que se disputarían ese año en Atlanta. Las integrantes del equipo dejaron de ir a su colegio, el centro privado Nuestra Señora de Altagracia, para concentrarse en la preparación de la cita olímpica. Para la nueva temporada se realizaron unos nuevos montajes tanto para el ejercicio de 3 pelotas y 2 cintas, como para el de 5 aros. La música del nuevo ejercicio de aros era un medley de varias canciones pertenecientes a musicales norteamericanos, principalmente «America», compuesta por Leonard Bernstein e incluida en West Side Story, o «I Got Rhythm» y «Embraceable You», temas creados por George Gershwin y que aparecieron en la banda sonora de Un americano en París. Por su parte, en el ejercicio de 3 pelotas y 2 cintas para el año 1996, se empleó la melodía de «Amanecer andaluz», tema que ya había usado Carmen Acedo en su ejercicio de cuerda de 1991, aunque con otros arreglos.
En noviembre de 1995, el equipo español viajó a Tokio para participar en el torneo anual denominado Epson Cup, en el que los dos mejores conjuntos del año competían con el equipo japonés. En diciembre tuvo lugar una concentración de todo el equipo español en el Centro de Alto Rendimiento de Sierra Nevada (Granada).

#### 1996: segundo título mundial en Budapest y oro en los Juegos Olímpicos
Durante el primer semestre de 1996, el conjunto español participó en diversas competiciones preparatorias, como Kalamata Cup, Karlsruhe, Corbeil o Ciudad de Zaragoza, en las que siempre ocuparía un puesto de medallista. A principios de mayo recibieron en el Gimnasio Moscardó la visita de la prestigiosa bailarina y coreógrafa cubana Alicia Alonso, que les impartió una clase magistral. También grabaron en esos meses dos anuncios de televisión para Cola Cao, patrocinador del Programa ADO, y otro para Campofrío, entonces patrocinador de la Real Federación Española de Gimnasia. Ese año se incorporó Lorena Guréndez, que en mayo, poco antes del torneo preolímpico de Zaragoza, pasaría a ser titular del conjunto en el ejercicio de 3 pelotas y 2 cintas debido a la retirada de María Pardo. Por su parte, Estíbaliz Martínez pasó a ocupar también el puesto de titular que María había dejado vacante en el ejercicio de 5 aros. Durante este año, Lamarca seguiría siendo titular en ambos ejercicios.
A finales de junio, a poco más de un mes de los Juegos Olímpicos, se disputó el Campeonato del Mundo de Budapest, donde Lamarca logró su segunda medalla de oro en un Mundial, repitiendo en la competición de 3 pelotas y 2 cintas, además de obtener una medalla de plata en el concurso general. El primer día de la competición de conjuntos tuvo lugar el concurso general, en el que el equipo español obtuvo una nota de 19,700 en ambos ejercicios, que lo llevó a la segunda posición con 39,400 puntos, a dos décimas del conjunto búlgaro, que repitió la medalla de oro obtenida el año anterior. Al día siguiente se disputaron las dos finales por aparatos. En la final de 3 pelotas y 2 cintas, las españolas, con una puntuación de 19,816, revalidarían el título obtenido en el Mundial anterior en esa misma competición, esta vez superando en 16 milésimas la nota del equipo ruso. En la final de 5 aros, el conjunto español tuvo que conformarse con el cuarto puesto con una puntuación de 19,699.

##### Competición de conjuntos en Atlanta

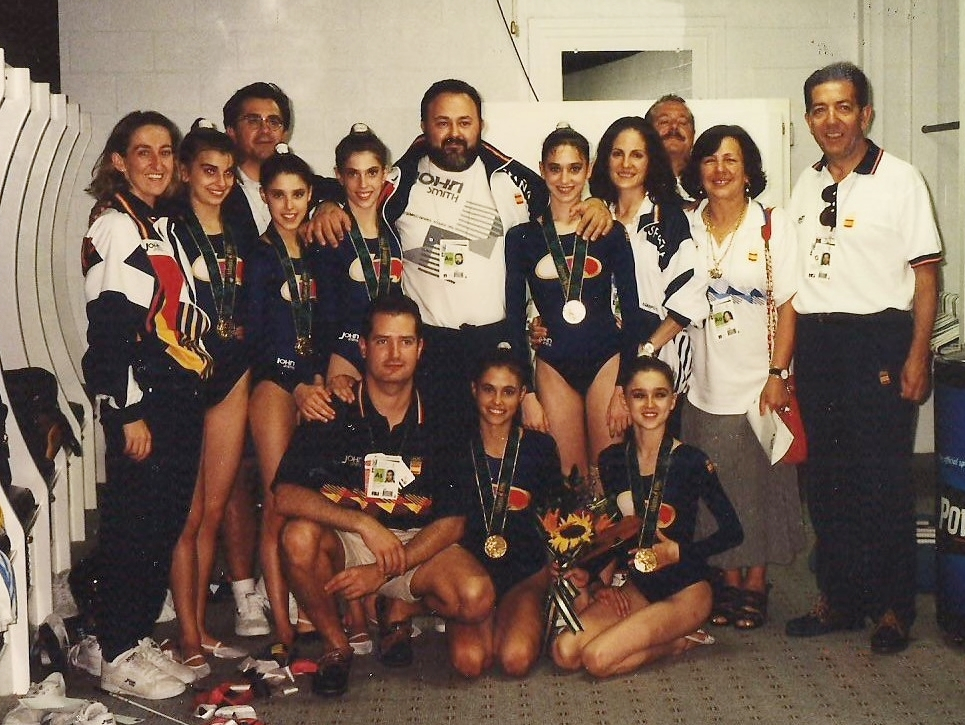
El conjunto español tras lograr la medalla de oro en los Juegos Olímpicos de Atlanta.

A principios de agosto se disputó la competición de conjuntos en los Juegos Olímpicos de Atlanta. El equipo español llegó a la Villa Olímpica el 13 de julio, llegando a participar en el desfile de los deportistas durante la ceremonia de apertura de los Juegos, que tuvo lugar el 19 de julio. La competición de gimnasia rítmica tendría lugar en el Stegeman Coliseum, un pabellón situado en la ciudad de Athens, a unos 100 kilómetros de Atlanta. La selección nacional acudió a la cita olímpica con un conjunto integrado por Tania, Marta Baldó, Nuria Cabanillas, Estela Giménez, Lorena Guréndez y Estíbaliz Martínez. Solo se pudieron convocar a las seis gimnastas titulares por parte del conjunto, por lo que la gimnasta suplente, Maider Esparza, se quedó fuera de la convocatoria. Al igual que había ocurrido anteriormente en el Campeonato Mundial de Budapest, Lorena Guréndez fue la gimnasta suplente en el ejercicio de 5 aros, mientras que Nuria Cabanillas lo sería en el de 3 pelotas y 2 cintas.
El 1 de agosto tuvieron lugar los preliminares, en los que los nueve conjuntos que se habían clasificado para competir en los Juegos Olímpicos, se disputaron las seis plazas finalistas. En el ejercicio de 5 aros, el equipo español obtuvo una puntuación de 19,500, y en el de 3 pelotas y 2 cintas, consiguió una nota de 19,466. Finalmente el conjunto español se clasificó para la final en segunda posición con una nota acumulada de 38,966, a solo 50 milésimas del primer puesto, que sería en esa ocasión para el conjunto búlgaro.
El 2 de agosto tuvo lugar la gran final. En la primera rotación, la de 5 aros, el conjunto español se logró poner primero con una nota de 19,483, a solo 17 milésimas del conjunto ruso, que quedó a su vez por delante del búlgaro. Quedaba aún la rotación final, la de 3 pelotas y 2 cintas, ejercicio con el que las españolas habían logrado ser bicampeonas del mundo. En esta segunda y última rotación, la nota de 19,450 de las búlgaras fue igualada por el conjunto español, asegurándose así la medalla de plata. La puntuación final del conjunto sería de 38,933. Solo el conjunto ruso podía arrebatarles la primera posición, pero una mala nota de ejecución a causa de varios errores durante el ejercicio, hizo que no pudiera superar en la puntuación definitiva a las españolas, que se adjudicaron finalmente la medalla de oro. Fue la gimnasta individual Almudena Cid, que se encontraba siguiendo la competición, quien corrió hasta el vestuario en el que se encontraban las gimnastas españolas para informarles de los fallos de las rusas y de que por tanto iban a ser casi con toda seguridad medalla de oro. El equipo español se convirtió con este triunfo en el primer campeón olímpico de la historia en la modalidad de conjuntos, además de tratarse también de la primera medalla de oro olímpica en la gimnasia española. Lamarca logró además ser el 5.º deportista español más joven en conseguir una medalla olímpica, al hacerlo con 16 años y 94 días.
El conjunto español, visiblemente emocionado, subió al primer cajón del podio tras Bulgaria y Rusia, que fueron segunda y tercera respectivamente. La propia Tania relataría años después en su libro Lágrimas por una medalla lo que sintió al subir a recoger la medalla de oro:

«Fui la primera en pisar el cajón. Al verme ahí me eché de nuevo a llorar. Era demasiado bonito para ser verdad. Miré a Nuria y le pregunté si era real. Se rió. Qué podía decirme, estaba tan emocionada como yo. Lorena se giró y casi molesta me pidió que dejase de llorar. No podía. Cuanto más trataba de cortar las lágrimas con mayor fuerza salían».

«Escuchamos el himno y mi llanto se acentuó. Durante aquel escaso minuto repasé cada momento duro en el equipo: las crisis, las broncas, los entrenamientos hasta las doce de la noche, la renuncia a ser como las chicas de mi edad, todo el tiempo que había dejado de ver a mis aitas, a mi hermano...».

A pesar de que la Carta Olímpica prohíbe la publicidad en la equipación deportiva, las gimnastas llevaron en el podio un maillot con un logotipo similar al de Campofrío, patrocinador del equipo, después de que fueran instadas por el presidente de la Federación Española de Gimnasia a que lo hicieran, motivo por el que hubo una reclamación que finalmente no fue atendida. La ceremonia de entrega de medallas de esta competición, fue el minuto más visto de Atlanta 1996 en Televisión Española. Al igual que el resto de la final olímpica, fue narrada para dicho canal por la periodista Paloma del Río. Tras su llegada a España, el conjunto fue bautizado por algunos medios con el sobrenombre de las Niñas de Oro. El 8 de agosto recibió un homenaje en Vitoria junto a Estíbaliz Martínez, Lorena Guréndez, y el resto de deportistas alaveses olímpicos de Atlanta.
En octubre, la exgimnasta María Pardo hizo unas declaraciones en el diario El País en las que dijo que la entonces seleccionadora Emilia Boneva era extremadamente dura con la comida y con los entrenamientos. María había abandonado la concentración del equipo en mayo, dos meses antes de la cita olímpica, debido a que no pudo soportar la presión a la que se vio sometido el conjunto en esa época. Estas declaraciones fueron apoyadas por algunas antiguas integrantes de la selección, mientras que las entonces gimnastas del equipo español, entre las que se encontraba Tania, dijeron que María no contaba toda la verdad en algunos aspectos. Las integrantes del conjunto acudieron poco después al programa Día a día de Telecinco, presentado por María Teresa Campos, donde contaron su experiencia y defendieron a Emilia.

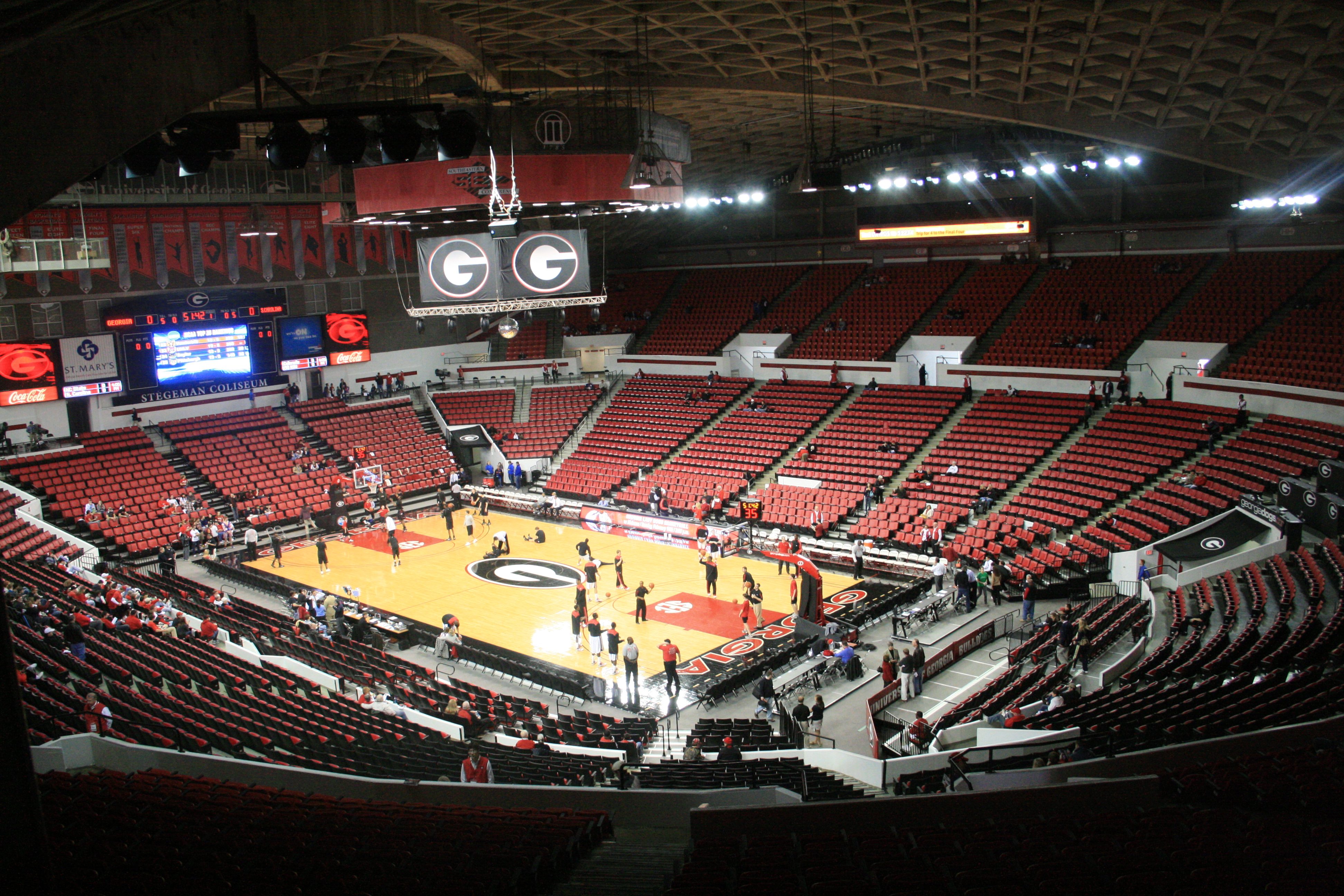
El Stegeman Coliseum de Athens albergó la competición de rítmica de los JJ.OO. de Atlanta.

Entre el 31 de octubre y el 2 de noviembre, el conjunto participó en una gira de exhibiciones denominada Gala de las Estrellas, organizada por el patrocinador del equipo, y que pasó por Madrid, Zaragoza y Barcelona. En dichas galas, además del conjunto, que realizaba los dos ejercicios de aquel año, actuaron también otros gimnastas nacionales e internacionales destacados, tanto de gimnasia rítmica como de artística. Posteriormente, las integrantes del conjunto español se desplazaron a Tokio para participar en la Epson Cup, donde obtuvieron la medalla de plata. A finales de noviembre, viajaron a Colombia para realizar una gira de actuaciones en Medellín, Cali y Bogotá. El dinero recaudado fue destinado a crear centros de atención médica y hospitalaria en los sectores con menos recursos de Colombia. Hasta final de año, el conjunto seguiría participando en numerosas exhibiciones por toda España en ciudades como Alicante, Palencia, Vitoria, Sevilla o Burgos. La última tuvo lugar el 22 de diciembre en Pamplona, donde fue homenajeada Maider Esparza en su despedida del equipo.
Lamarca, junto al resto de componentes del conjunto ganador de la medalla de oro en los Juegos Olímpicos, recibió los meses posteriores numerosos reconocimientos y distinciones, entre ellas, la Orden Olímpica, otorgada por el COE, la Placa de Oro de la Real Orden del Mérito Deportivo y la Copa Barón de Güell, otorgadas por el Consejo Superior de Deportes.

#### 1997: último año en activo
En 1997, las componentes del equipo trasladaron su residencia del chalet de Canillejas a un edificio anexo al INEF y empezaron a entrenar en el Centro de Alto Rendimiento de Madrid. María Fernández era desde diciembre la nueva seleccionadora nacional, tras la marcha de Emilia Boneva, que había sido operada en noviembre del corazón. A principios de año se incorporaron al conjunto Marta Calamonte, Carolina Malchair y Sara Bayón. En abril, tras la retirada de Marta Baldó, Estela Giménez y Estíbaliz Martínez, y la lesión de Marta Calamonte, se incorporó además Esther Domínguez. Lamarca fue titular ese año en los dos ejercicios, el de 5 pelotas y el de 3 pelotas y 2 cintas. El primero tenía como música un medley de canciones de Édith Piaf, como «Non, je ne regrette rien» o «Hymne à l'amour», mientras que el de pelotas y cintas usaba «Las cosas del querer», compuesta por Quintero, León y Quiroga.
Tras algunos torneos como el Ciudad de Ibiza o el Gran Trofeo Campofrío, Tania disputó el Campeonato Europeo de Gimnasia Rítmica de Patras, su última competición oficial, donde consiguió un cuarto puesto en el concurso general, además de una medalla de plata en 5 pelotas y otra de bronce en 3 pelotas y 2 cintas. El primer día, con una nota acumulada de 38,300 en el concurso general, se quedaron a 50 milésimas del pódium. En las finales por aparatos del día siguiente obtuvieron una nota de 19,600 en el ejercicio de 5 pelotas, que les otorgó la medalla de plata. En el ejercicio mixto de 3 pelotas y 2 cintas lograron una nota de 19,500 que les llevó al tercer cajón del pódium. El conjunto estaba integrado entonces por Tania, Sara Bayón, Nuria Cabanillas, Esther Domínguez, Lorena Guréndez, Carolina Malchair y Marta Calamonte como suplente. Posteriormente obtuvo la medalla de oro en la Epson Cup de Tokio (Japón), su última competición con el equipo nacional.

### Retirada de la gimnasia
El 15 de noviembre de 1997, Tania tuvo que abandonar la concentración del equipo nacional debido a que superaba el límite de peso establecido en 41 kilos por la seleccionadora nacional de entonces, María Fernández Ostolaza. Se le prescribió un plan de entrenamiento y una dieta que en un mes y medio le hicieran adelgazar 4 kilos. El 26 de diciembre fue excluida definitivamente de la selección debido a que estaba 2,7 kilos por encima del peso que le había exigido la seleccionadora.
Tras su regreso a Vitoria sufrió una depresión. Las dificultades que vivió tras la retirada en su adaptación a la vida lejos del régimen de concentración con el equipo nacional, serían relatadas posteriormente por ella misma en su libro Lágrimas por una medalla, señalando principalmente el abandono que sintió por parte de las instituciones:

«Siempre me habían marcado la pauta a seguir: hoy competimos aquí, viajamos allá, entrenamos acá. En cambio, nadie me advirtió que después estaría sola. Años de entrenamiento psicológico para ser la mejor, la más fuerte, la campeona y ni medio minuto de asesoramiento para enfrentarme al mundo real, para enfocar mis estudios, para buscar una futura profesión. Ni una sola palabra de ayuda ni un consejo para afrontar el día después».

### Etapa como técnico deportivo y conferenciante

#### 1998-2002: reencuentros y etapa en Zaragoza
En mayo de 1998, Tania, Marta, Estela y Estíbaliz, fueron invitadas por la Federación a asistir al Campeonato del Mundo de Sevilla, donde se reencontraron además con Nuria y Lorena, que aún pertenecían al conjunto nacional. Tras acabar la enseñanza obligatoria, compaginó sus estudios de bachillerato con el trabajo de entrenadora de gimnasia rítmica a nivel escolar en Vitoria.
El 5 de agosto de 2000 participó junto a algunas de sus excompañeras de la selección en un homenaje a Emilia Boneva durante el Campeonato de España de Conjuntos de Gimnasia Rítmica celebrado en Málaga, en el que realizaron un ejercicio montado especialmente para la ocasión que estaba inspirado en el de 5 aros de 1996 y que habían entrenado las semanas previas con la ayuda de Ana Bautista. La propia Emilia viajó desde Bulgaria para asistir al evento, aunque sin tener conocimiento de que varias de sus antiguas pupilas le iban a realizar un homenaje. Marta Baldó no pudo participar en el acto y Lorena Guréndez asistió pero no realizó el ejercicio al ser componente aún de la selección nacional. El encargado de organizar el reencuentro fue Carlos Pérez, entonces Relaciones Externas del Programa ADO, después de que las propias Niñas de Oro le comentaran la idea. Días después volverían a realizar el ejercicio en Manzanares el Real (Madrid), siendo esta la última vez que se reencontraron con Emilia. Ese mismo año, Tania estudió el Curso Superior de Entrenadora Nacional de Gimnasia. Posteriormente se fue a vivir a Zaragoza, junto a la también exgimnasta nacional Maider Esparza, donde trabajó en la empresa MT.
El 23 de noviembre de 2000, la Federación Española de Gimnasia pagó la deuda que tenía con las seis gimnastas del conjunto que había obtenido la medalla de oro en Atlanta. En 1996, la Asamblea General de la Federación Española de Gimnasia había acordado un premio de 5 millones de pesetas por gimnasta en caso de que lograran la medalla de oro en los Juegos Olímpicos. Este premio era diferente al que pagó el COE a las gimnastas por conseguir la medalla de oro, aunque tenía el mismo importe. Tras la celebración de las Olimpiadas, la Federación no reconocía ese premio, por lo que las gimnastas, instadas por la periodista Cristina Gallo, decidieron denunciar el caso en el Consejo Superior de Deportes y acudir a un abogado. Además, la Federación debía a varias gimnastas dinero de la gira de exhibiciones de 1996, de becas, de contratos de imagen y de algunos premios de torneos y campeonatos. Las presiones de algunos medios de comunicación (principalmente el programa de radio en el que trabajaba Cristina, Supergarcía, presentado por José María García), hicieron que a finales de 2000 el Estado habilitara una cuenta para que la Federación pagara finalmente la totalidad de la deuda contraída, que estaba en torno a los 41 millones de pesetas (unos 246.000 euros).
En abril de 2002, las componentes del conjunto de 1996 volvieron a reunirse en el V Certamen de Gimnasia Rítmica Interescolar, que fue organizado por MT en Zaragoza y donde cinco de ellas realizaron uno de los ejercicios de Atlanta, además de recibir un homenaje. Nuria Cabanillas y Lorena Guréndez no pudieron asistir a la semana en la que se entrenó el ejercicio, pero sí acudieron al acto.

#### 2002-2015: etapa en Escarrilla como técnico deportivo yLágrimas por una medalla

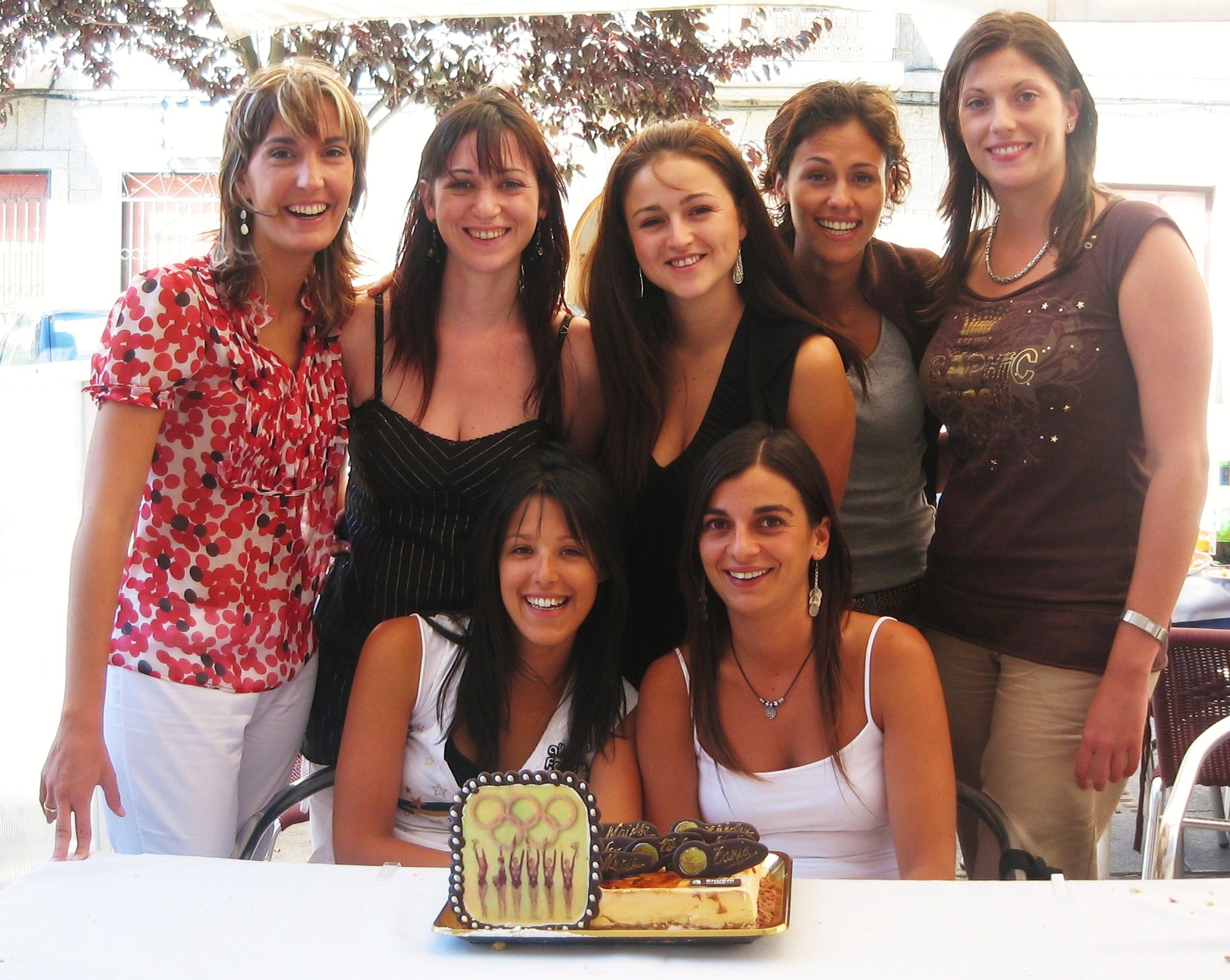
Tania (sentada, a la izquierda) junto al resto del conjunto de Atlanta 1996 en un reencuentro en 2006 registrado en el documental Las Niñas de Oro.

A finales de 2002, Tania se mudó de Zaragoza a Escarrilla, un pueblo del Pirineo aragonés perteneciente al término municipal de Sallent de Gállego (Huesca). Allí trabajó como técnico deportivo al tener el título de Entrenadora Nacional de Gimnasia Rítmica y dio clases de otros deportes, como el snowboard durante 5 años en la estación de esquí de Aramón Formigal, de la que también fue administrativa.
En agosto de 2006, junto al resto de sus excompañeras de la selección nacional de 1996, acudió a un reencuentro que tuvo lugar en Ávila durante tres días con motivo del décimo aniversario de la consecución de la medalla de oro en Atlanta 1996. Dicho encuentro lo organizó Carlos Beltrán junto a su productora, Klifas dreams, con el objetivo de grabar un documental en el que ellas mismas narrasen su historia, aunque no se estrenó hasta años más tarde bajo el título Las Niñas de Oro. El 30 de noviembre de 2006, las seis campeonas olímpicas en Atlanta asistieron a la Gala Anual de la Real Federación Española de Gimnasia, celebrada en Madrid, en la que fueron además homenajeadas.
En abril de 2008 publicó su autobiografía novelada, Lágrimas por una medalla, escrita junto a la periodista deportiva Cristina Gallo. En ella, Tania narra en primera persona su experiencia como deportista de élite: su vida como gimnasta, su concentración en Madrid con el equipo nacional de gimnasia rítmica, sus triunfos, y su vida tras retirarse de la competición. Lamarca, mediante la narración de su vida deportiva, intenta según sus palabras mostrar el esfuerzo, la dedicación y la pasión por su deporte que hicieron posible la consecución de sus metas, entre ellas ser campeona olímpica, así como la fuerte amistad creada con sus compañeras y todos los valores que le aportó la práctica de la gimnasia rítmica. Igualmente, denuncia en el mismo la situación de abandono e indefensión que vivió tras su salida del equipo, donde no fue ayudada ni orientada por la Real Federación Española de Gimnasia, describiendo las muchas dificultades a las que se enfrentó en esa adaptación al «mundo real», como la vuelta a los estudios que tuvo que dejar apartados o los impagos por parte de la Federación. De esta forma, según sus propias palabras, quiere mostrar el desequilibrio entre el esfuerzo y sacrificio al que se entregó durante tantos años y la recompensa que recibió a cambio, con el fin de que esa situación no se vuelva a repetir.

«Quiero contar la historia de una medalla, de los sacrificios, las renuncias, la entrega, la lucha de unas niñas por alcanzar un sueño, el sueño de todo deportista: subir a lo más alto del pódium en unos Juegos Olímpicos. Pero lo que quiero dar a conocer es la historia de una mujer que salió del gimnasio sin más equipaje que un puñado de medallas en la mano y descubrió un mundo en el que tan preciados metales no servían más que para adornar la vitrina de su casa».
—Tania Lamarca, en la introducción de Lágrimas por una medalla

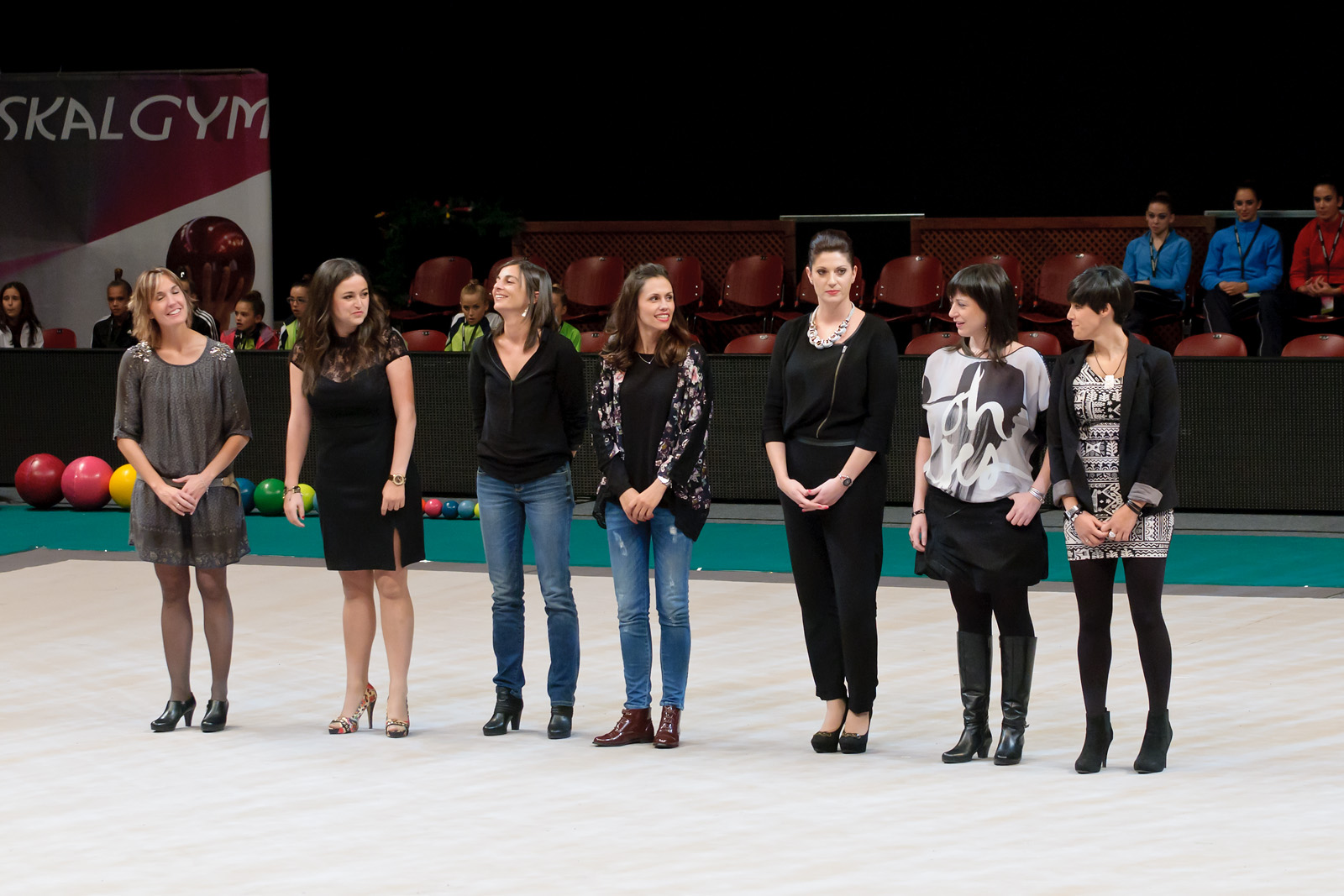
Lamarca (derecha) y las demás Niñas de Oro en el homenaje en el Euskalgym 2014.

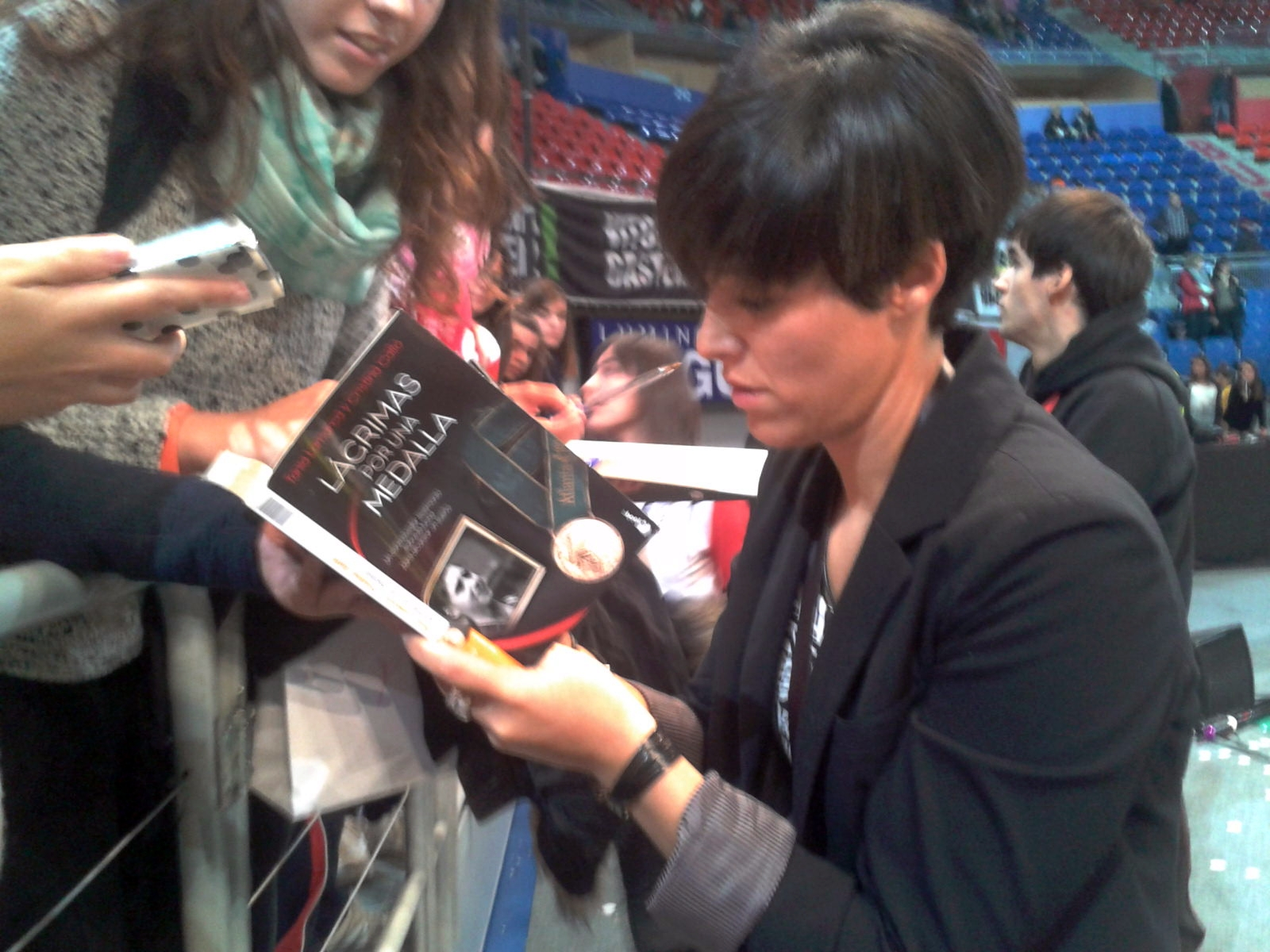
Tania firmando un ejemplar de Lágrimas por una medalla tras acabar el Euskalgym 2014.

En diciembre de 2013 se estrenó en YouTube el documental Las Niñas de Oro, grabado durante el reencuentro de las siete excomponentes del conjunto en 2006. Dirigido por Carlos Beltrán y de 54 minutos de duración, se presentó dividido en cinco partes, siendo la primera subida el día 9 y la última el día 26. El documental narra, a través de entrevistas a las propias gimnastas, el antes, el durante y el después de la medalla de oro de Atlanta.
El 8 de noviembre de 2014, las siete integrantes del conjunto de 1996 fueron homenajeadas en la IX Gala Internacional de Gimnasia Rítmica Euskalgym, que se celebró por primera vez en Vitoria. En la misma, se llevó a cabo una proyección de imágenes sobre el tapiz consistente en los nombres de las gimnastas con el logotipo de los Juegos Olímpicos de Atlanta 1996 y la medalla de oro de fondo, mientras sonaba la música de su ejercicio de aros en aquellas Olimpiadas. A continuación, las siete gimnastas salieron a la pista para hacerles entrega de la Medalla Euskalgym y recibir una placa conmemorativa de manos de José Luis Tejedor y Javier Maroto, presidente de la Federación Vasca de Gimnasia y alcalde de Vitoria respectivamente, ante la presencia de las casi 9.000 personas que asistieron a la gala en el Fernando Buesa Arena. Fue el primer reencuentro de las Niñas de Oro al completo tras la reunión de 2006.

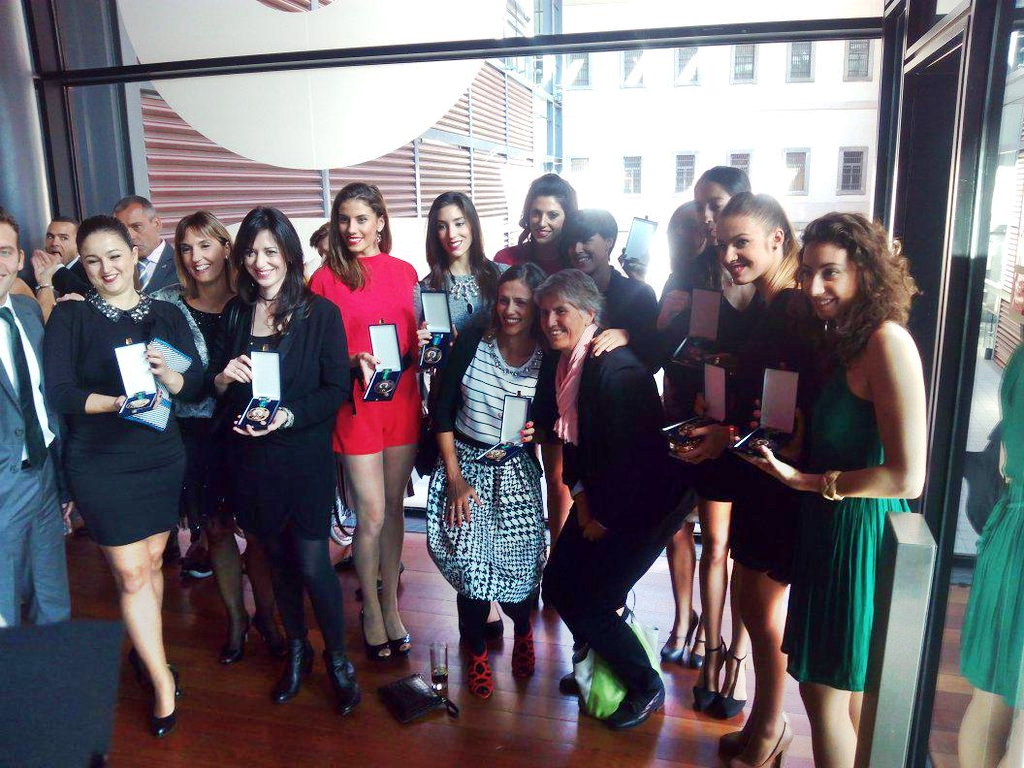
Las Niñas de Oro junto al Equipaso y Paloma del Río en la entrega de la Real Orden del Mérito Deportivo (2015).

El 14 de octubre de 2015, las seis campeonas olímpicas en Atlanta, entre ellas Tania, recibieron la Medalla de Oro de la Real Orden del Mérito Deportivo, otorgada por el Consejo Superior de Deportes, la máxima distinción que puede obtener un deportista español. El galardón les había sido concedido el 28 de julio del mismo año. El acto de entrega fue presidido por Íñigo Méndez de Vigo, Ministro de Educación, Cultura y Deporte, y por Miguel Cardenal, presidente del CSD, y tuvo lugar en el auditorio del Museo Nacional Centro de Arte Reina Sofía (Madrid). Al mismo asistió también Maider Esparza. Además, en el mismo evento fueron galardonadas con la Medalla de Bronce el conjunto español de gimnasia rítmica de 2014, conocido como el Equipaso, siendo la primera vez que ambas generaciones de gimnastas se reunían.
De 2010 a 2012 Tania dirigió un campus anual de gimnasia rítmica con su nombre durante los meses de julio y agosto en Sallent de Gállego y otros pueblos del Valle de Tena, y en 2013 y 2014 dirigió también los meses de verano un campus deportivo en Sallent de Gállego dirigido principalmente a niñas y niños de 5 a 12 años. Durante el curso escolar 2013/14 fue coordinadora deportiva de gimnasia rítmica del Club Deportivo El Valle, con sede en Madrid. En 2015 participó como técnico deportivo en el campamento infantil de verano «Academia de Astronautas de Espacio 0.42 - I want you», desarrollado en el Centro Astronómico Aragonés del Parque Tecnológico Walqa (Huesca), e impartió el Campus de Gimnasia Rítmica Tania Lamarca en el New Castelar College de San Pedro del Pinatar (Murcia). Desde ese año realiza numerosas charlas y conferencias tituladas «Sin esfuerzo no hay recompensa», donde habla sobre su experiencia deportiva como gimnasta, detalla los conocimientos y valores que esta le ha aportado, y los aplica a ámbitos como el mundo empresarial o el entorno escolar.

#### 2016-presente: etapa en Vitoria como conferenciante ycoachdeportiva
A comienzos de 2016 regresó durante una temporada a Vitoria. En enero de 2016 estrenó su propia página web, y en marzo empezó a integrar el equipo de coaching de la empresa vitoriana Coach & Play. El 16 de abril de ese año fue una de las conferenciantes en el evento TEDxAlmendraMedieval 2016, celebrado en Vitoria, con la charla titulada «El camino a tu meta». El 21 de junio de 2016 anunció su candidatura a la presidencia de la Federación Alavesa de Gimnasia, siendo la presentación oficial el día 27, en la que fue acompañada por sus excompañeras de la selección Almudena Cid, Lorena Guréndez y Estíbaliz Martínez. En las votaciones del 30 de septiembre, Lamarca quedó finalmente en segunda posición, siendo reelegido nuevamente Antonio Estébanez.

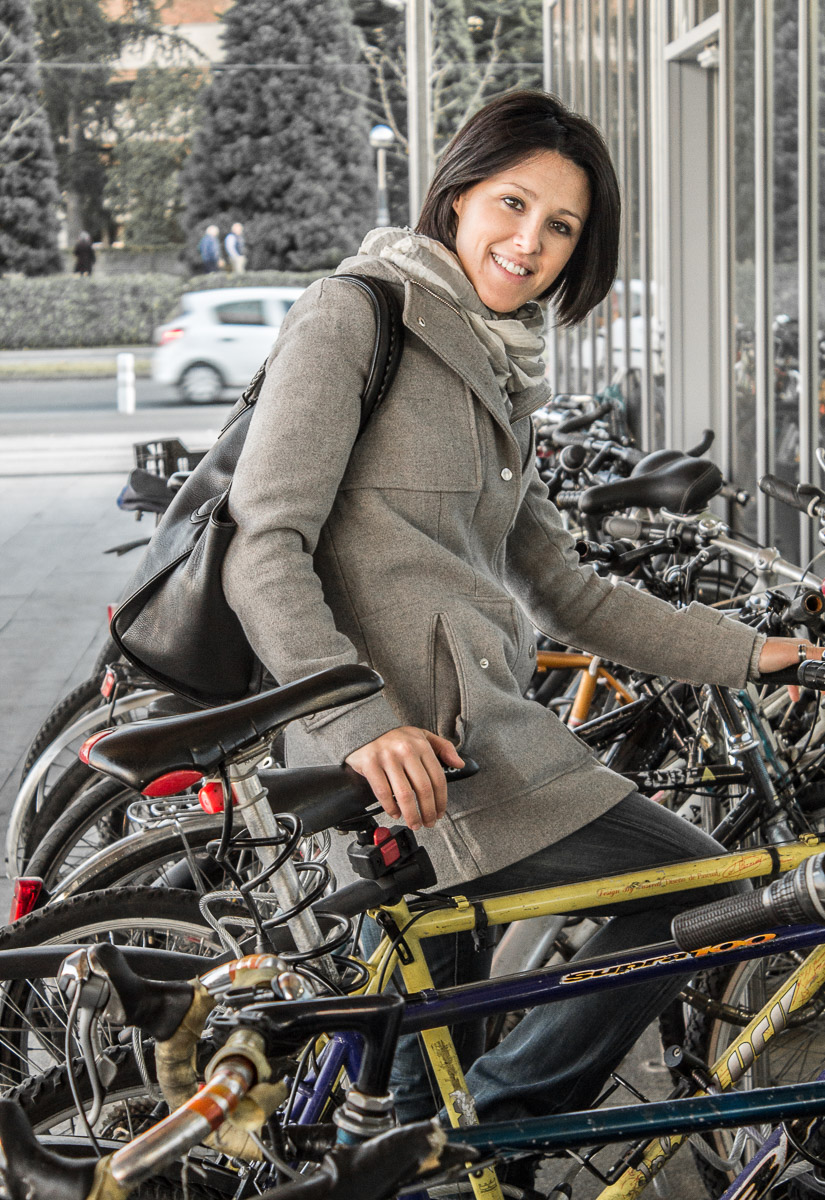
Tania durante una sesión fotográfica en la estación de autobuses de Vitoria (2016).

El 23 de julio de 2016 se reencontró con el resto de las Niñas de Oro en la Gala 20.º Aniversario de la Medalla de Oro en Atlanta '96, que tuvo lugar en el Palacio de Congresos de Badajoz en el marco del X Campus Internacional de Gimnasia Rítmica Nuria Cabanillas. Al homenaje acudieron también varias exgimnastas de la selección como Carolina Pascual, Almudena Cid, Alba Caride, Ana Bautista, Carolina Malchair, Marta Calamonte, María Eugenia Rodríguez y Ana María Pelaz, así como la jueza internacional Maite Nadal y la coreógrafa del conjunto de Atlanta, Marisa Mateo. El conjunto nacional júnior realizó además dos exhibiciones durante la gala, que contó igualmente con actuaciones de Carolina Pascual y los participantes del Campus. Se emitió asimismo un mensaje grabado de la exseleccionadora Emilia Boneva desde su casa de Bulgaria. Del 24 al 31 de julio participó por segundo año consecutivo en el Campus de Gimnasia Rítmica Tania Lamarca en el New Castelar College de San Pedro del Pinatar (Murcia). El 7 de septiembre comenzó a trabajar como colaboradora en el programa Onda deportiva Vitoria de Onda Cero Vitoria, presentado por Roberto Bascoy, donde cada dos miércoles realizaba una sección con consejos relacionados con el deporte en edad escolar, terminando la colaboración el 31 de mayo de 2017. En noviembre de 2016 comenzó a trabajar en el área de coaching deportivo dentro del proyecto de tecnificación conjunto llamado Gimnasia Vitoria, que está integrado por los clubes Rítmica Vitoria y Oskitxo, dirigidos por María Ereñaga y Paula Orive respectivamente, y en el que también están involucradas Lorena Guréndez y Estíbaliz Martínez.
El 13 de julio de 2017 asistió en Barcelona a la reunión y a la gala homenaje a los medallistas olímpicos españoles por el 50.º Aniversario del diario As que tuvieron lugar en el Estadio Olímpico Lluís Companys y en el Museo Nacional de Arte de Cataluña respectivamente, donde se reencontró con sus compañeras del conjunto Marta Baldó, Estela Giménez y Estíbaliz Martínez, además de con el Equipaso y con Carolina Pascual. El 23 de octubre de 2017 presentó a través de las redes sociales su línea de ropa deportiva, llamada «FLY», exponiéndola posteriormente en un stand durante la Gala Euskalgym 2017 en Vitoria. En mayo de 2018 empezó a integrar el equipo de coaching deportivo Sport & Play, de la empresa vitoriana Coach & Play, basado en el aumento de motivación y nivel de compromiso de equipos deportivos y entrenadores a través del juego y el aprendizaje experiencial. El 24 de noviembre de 2018 recibió un homenaje en el Euskalgym de Bilbao junto al resto de gimnastas rítmicas olímpicas vascas.
Del 27 al 28 de octubre de 2018, las seis campeonas olímpicas se volvieron a reunir en Madrid con el objetivo de grabar un reportaje, regresando además al Gimnasio Moscardó, lugar donde entrenaban en su etapa en la selección. Bajo el título «Spain's "Las Niñas de Oro"», sería estrenado a nivel mundial el 2 de septiembre de 2019 como el episodio 8 de la 2.ª temporada del programa Legends Live On de Eurosport 1 y Olympic Channel. El 25 de septiembre de 2021, para conmemorar el 25.º aniversario de Atlanta 1996 y con motivo de la Semana Europea del Deporte 2021, las seis campeonas olímpicas se reunieron en Madrid para un coloquio presentado por el periodista Jesús Álvarez en el que rememoraron su carrera deportiva.

## Legado e influencia

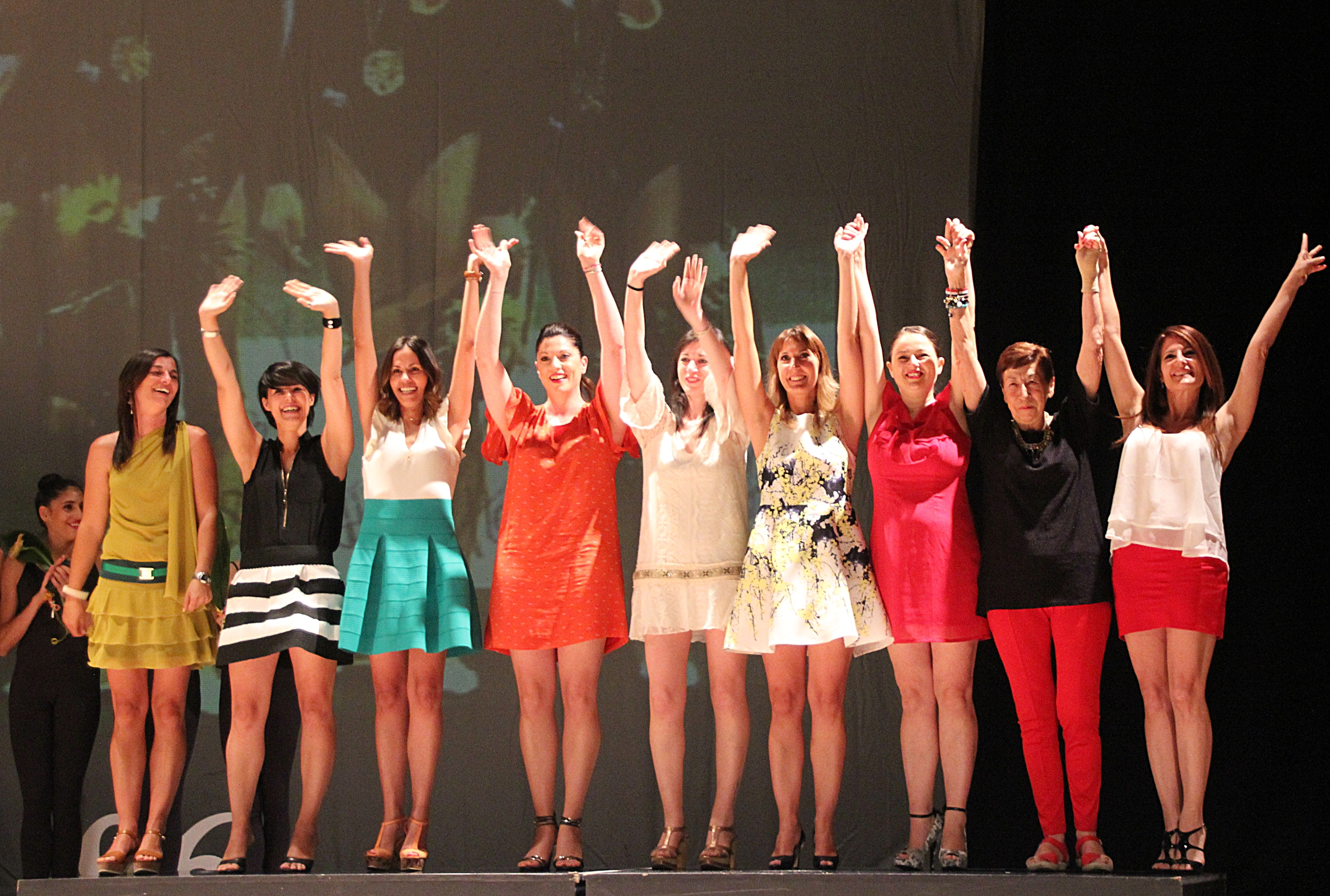
Tania (2ª a la izqda.) con las demás Niñas de Oro, Maite Nadal y Marisa Mateo, en la Gala 20.º Aniversario (2016).

La excapitana del conjunto español Ana María Pelaz declaró en una entrevista en 2009 tras su retirada que «cuando vi a la selección en Atlanta '96 me dije: yo quiero ser como ellas». La gimnasta Carolina Rodríguez, preguntada en una ocasión por los orígenes de su pasión por la rítmica, manifestó que «en 1996, tras ver ganar el oro a España en Atlanta, con 10 años, supe que algún día querría estar ahí, que quería ser olímpica». Alejandra Quereda, actual capitana del conjunto español conocido como el Equipaso, preguntada en 2014 por lo que para ella había sido lo más increíble que ha pasado en la gimnasia, contestó que «El oro de España en Atlanta. Marcó la historia de nuestra gimnasia. Desde ahí todo cambió».
La seleccionadora en aquella etapa, Emilia Boneva, concedió una entrevista a la revista Sobre el tapiz en 2016, donde recordó el momento del oro olímpico: 

«Nunca voy a olvidar nuestro ejercicio final cuando el público, con el pabellón lleno, se levantó para aplaudirnos. ¡Fue un momento inolvidable! Como también lo fue el momento en el que las seis chicas subieron al pódium con las medallas en el pecho, brillando como pequeños soles. Esto no es un recuerdo, es una realidad que tengo siempre presente. Ese momento fue la cumbre de mi carrera como entrenadora [...] Es muy importante crear complicidad entre las gimnastas para que juntas luchen por el mismo objetivo. Las seis Niñas de Oro consiguieron ser buenas amigas y siguen siéndolo a día de hoy».

Tras el estreno del documental Las Niñas de Oro en 2013, su director, Carlos Beltrán, se manifestaba así en una entrevista al respecto de la acogida del filme: 

«Es impresionante el tirón que tiene esta historia y la de gente que las quiere. Estas mujeres y Emilia Boneva escribieron una de las más hermosas historias del deporte de nuestro país. Con todos los componentes de la élite y la épica y con todos los de la amistad en edad infantil. El desdén con el que nuestro sistema relega al olvido a estas chicas es algo que tendrá que revisarse pronto, porque no hay ningún derecho».

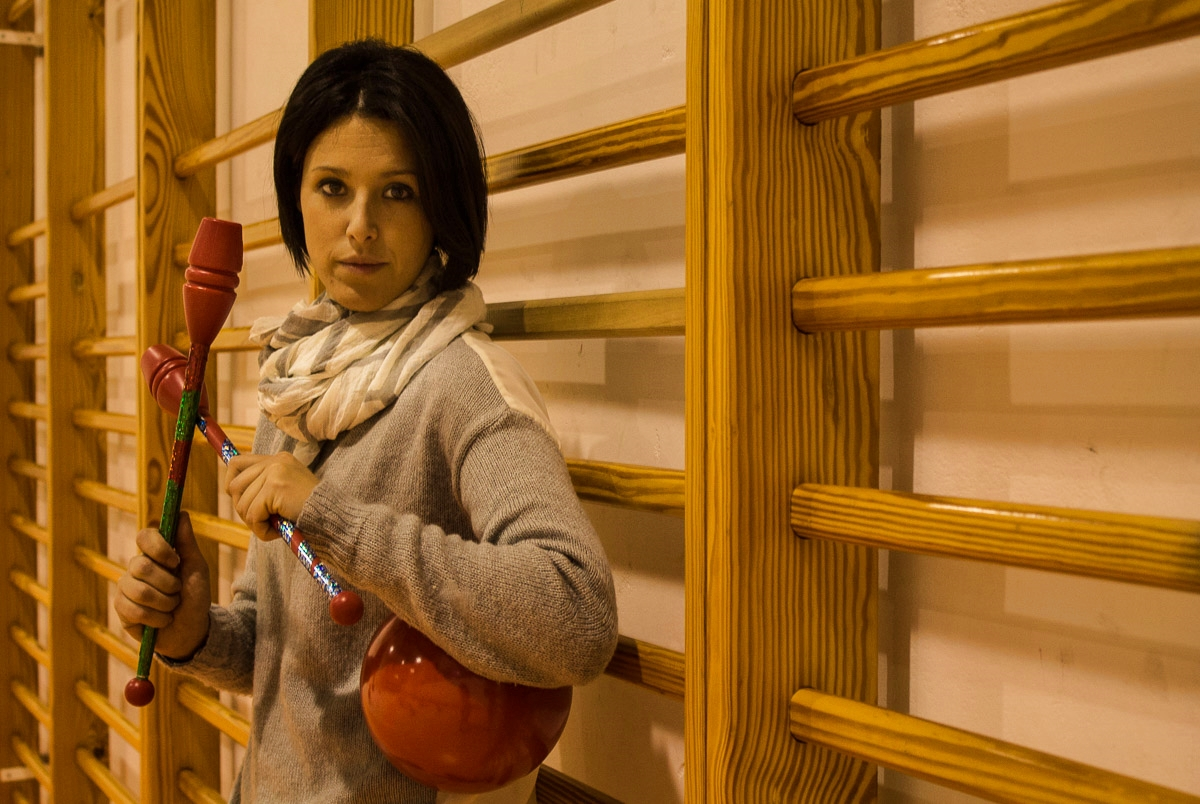
Tania en una sesión fotográfica en el Centro Cívico Ibaiondo de Vitoria (2016).

El montaje de 5 aros de 1996 ha sido homenajeado posteriormente por otras gimnastas, como en el ejercicio de exhibición del conjunto júnior español en el Euskalgym 2012 (integrado por Paula Gómez, Sara González, Miriam Guerra, Claudia Heredia, Carmen Martínez, Victoria Plaza y Pilar Villanueva), donde se usaba, al igual que en el ejercicio de 1996, «America» de Leonard Bernstein, además de otros dos temas de banda sonora de West Side Story: «Dance at the Gym» y «Overture». El conjunto júnior español de 2016 (Mónica Alonso, Victoria Cuadrillero, Clara Esquerdo, Ana Gayán, Alba Polo, Lía Rovira y Sara Salarrullana) también homenajeó este ejercicio en la Gala 20.º Aniversario de la Medalla de Oro en Atlanta '96, usando la misma música y emulando algunos movimientos del montaje original. En el Euskalgym 2018, las gimnastas Saioa Agirre, Teresa Gorospe, Izaro Martín y Salma Solaun representaron también parte del ejercicio durante el homenaje a las gimnastas rítmicas olímpicas vascas.

### En la cultura popular
Entre otras apariciones en la cultura popular, Tania ha servido de base para el personaje de Carmen, que aparece en la serie de cuentos infantiles Olympia (2014), escritos por Almudena Cid e ilustrados por Montse Martín. Asimismo, el relato de la vida de las Niñas de Oro en la concentración nacional está presente en la autobiografía novelada Lágrimas por una medalla (2008), escrita por Tania y Cristina Gallo. Reseñas del hito de la medalla olímpica aparecen en libros como Españoles de oro (1999) de Fernando Olmeda y Juan Manuel Gozalo, Enredando en la memoria (2015) de Paloma del Río, o Pinceladas de rítmica (2017) de Montse y Manel Martín. Una amplia entrevista a Tania Lamarca es recogida en el libro 30 deportistas vascos de leyenda (2016) de Roberto Bascoy y Sergio Vegas.
De abril a julio de 2019 fue una de las 10 deportistas alavesas retratadas en un mural a cargo del artista Alain Larreina en la pasarela de El Corte Inglés de Vitoria. En febrero de 2020 donó las punteras con las que se proclamó campeona olímpica para que sean expuestas en el Museo Olímpico de Barcelona, y en abril subastó benéficamente uno de sus maillots en Atlanta para la lucha contra el COVID-19.

## Vida personal
Tania se casó el 1 de julio de 2006 con su marido Óscar, y tiene una hija, Aitana, nacida el 21 de octubre de 2008. En la actualidad reside con su familia en Escarrilla (Sallent de Gállego).

## Equipamientos
| Período        | Proveedor  |
| -------------- | ---------- |
| 1995-1997      | Arena      |
| 1996 (JJ. OO.) | John Smith |

## Música de los ejercicios
| Año  | Aparatos                                       | Música |
| ---- | ---------------------------------------------- | --- |
| 1995 | 5 aros                                         | Pieza Asturias (Leyenda), perteneciente a la Suite española, Op. 47 de Isaac Albéniz. |
| 1995 | 3 pelotas y 2 cintas                           | Tango «Verano porteño», de Astor Piazzolla. |
| 1995 | Ejercicio de exhibición (Manos libres)         | Sevillana «Tócala, tócala», de Cantores de Híspalis. |
| 1996 | 5 aros                                         | Medley de varias canciones pertenecientes a musicales norteamericanos, principalmente «America», compuesta por Leonard Bernstein e incluida en West Side Story, o «I Got Rhythm» y «Embraceable You», temas creados por George Gershwin y que aparecieron en la banda sonora de Un americano en París. |
| 1996 | 3 pelotas y 2 cintas                           | «Amanecer andaluz». |
| 1997 | 5 pelotas                                      | Medley de canciones de Édith Piaf, como «Non, je ne regrette rien» o «Hymne à l'amour». |
| 1997 | 3 pelotas y 2 cintas                           | «Las cosas del querer», copla compuesta por Quintero, León y Quiroga. |
| 2000 | Ejercicio de exhibición (Manos libres, 5 aros) | Medley de los temas «Anahita Will Sustain You» de Jamshied Sharifi e «Illumination» de Secret Garden. |

## Palmarés deportivo
| 1994 - Campeonato de España Individual «B» en Guadalajara Oro en concurso general (categoría júnior) Oro en aro Oro en mazas Oro en cinta Oro en manos libres |

### Selección española
| 1995 - DTB-Pokal Karlsruhe* 6.º puesto en concurso general 6.º puesto en 3 pelotas y 2 cintas - Campeonato de Europa de Praga Bronce en concurso general Bronce en 5 aros Plata en 3 pelotas y 2 cintas - Alfred Vogel Cup Oro en concurso general Oro en 5 aros Oro en 3 pelotas y 2 cintas - International Group Masters Hannover Plata en concurso general - Campeonato del Mundo de Viena Plata en concurso general Plata en 5 aros Oro en 3 pelotas y 2 cintas - Epson Cup Bronce en concurso general 1996 - Kalamata Cup Oro en concurso general - DTB-Pokal Karlsruhe Bronce en concurso general Oro en 5 aros Oro en 3 pelotas y 2 cintas | 1996 (continuación) - Ciudad de Zaragoza Oro en concurso general Oro en 5 aros Oro en 3 pelotas y 2 cintas - Campeonato del Mundo de Budapest Plata en concurso general 4.º puesto en 5 aros Oro en 3 pelotas y 2 cintas - Juegos Olímpicos de Atlanta 1996 2.º puesto en preliminares Oro en final y diploma olímpico - Epson Cup Plata en concurso general 1997 - Ciudad de Ibiza Plata en concurso general - Gran Trofeo Campofrío Plata en concurso general - Campeonato de Europa de Patras 4.º puesto en concurso general Plata en 5 pelotas Bronce en 3 pelotas y 2 cintas - Epson Cup Oro en concurso general |

*Como suplente del equipo en ambos ejercicios

## Premios, reconocimientos y distinciones
- Victoria de Oro al éxito deportivo, otorgada por el Ayuntamiento de Vitoria (1995)[119]
- Galardonada en la XVI Gala Nacional del Deporte de la Asociación Española de la Prensa Deportiva (1996)[120]
- Orden Olímpica, otorgada por el COE (1996)[121]
- Placa de Oro de la Real Orden del Mérito Deportivo, otorgada por el Consejo Superior de Deportes (1996)[122][123][124]
- Galardonada en la XVII Gala Nacional del Deporte de la Asociación Española de la Prensa Deportiva (1997)[125][126]
- Copa Barón de Güell al mejor equipo español, otorgada por el CSD y entregada en los Premios Nacionales del Deporte de 1996 (1997)[2][127][128][129]
- Mejor grupo atlético en los Galardones Nacionales al Mérito Deportivo Inter Gym’s Oro 2005 (2006)[130]
- Homenajeada (junto al resto del conjunto campeón olímpico) en la Gala Anual de la Real Federación Española de Gimnasia (2006)[60]
- Pregonera de las Fiestas del Barrio del Pilar (2009)[131]
- Premio Euskadi del Deporte 2010 (junto al resto de deportistas vascos participantes en JJ.OO.), otorgado por el Gobierno Vasco (2010)[132][133]
- Galardonada (junto al resto de medallistas olímpicos españoles) en la Gala del Centenario del COE (2012)[134][135][136][137]
- Medalla Euskalgym (junto a las demás Niñas de Oro) en la IX Gala Internacional de Gimnasia Rítmica Euskalgym (2014)[62][63][64][65][66]
- Medalla de Oro de la Real Orden del Mérito Deportivo, otorgada por el Consejo Superior de Deportes (2015)[138][139][140][141][71]
- Diploma acreditativo y tarjeta olímpica, otorgados por el COE en la Gala 20.º Aniversario de la Medalla de Oro en Atlanta '96 (2016)
- Premio especial otorgado por la Asociación de la Prensa Deportiva de Álava en la XXIII Gala del Deporte Alavés (2016)[142]
- Tensino de Oro 2016, otorgado por la Peña Zaragozista Bal de Tena (2017)[143]
- Patrono de Honor de la Fundación Deporte Sin Barreras (2017)[144]
- Pregonera de las Fiestas de La Blanca en Vitoria junto a otras 7 mujeres vinculadas al deporte alavés (2018)[145]
- Reconocimiento (junto al resto de medallistas olímpicas españolas) en la XV Gala del COE (2020)[146]

### Otros honores
- Recepción en el Ayuntamiento de Vitoria junto al resto de deportistas olímpicos alaveses de Atlanta (1996)[46]
- Una fotografía a gran tamaño de los inicios de Tania Lamarca fue instalada en el Polideportivo «El Escaladillo» de Sallent de Gállego en 2004.[2][147]
- Recepción y firma en el Libro de Honor del Ayuntamiento de Vandellós y Hospitalet del Infante (2019)[148][149]

## Galería

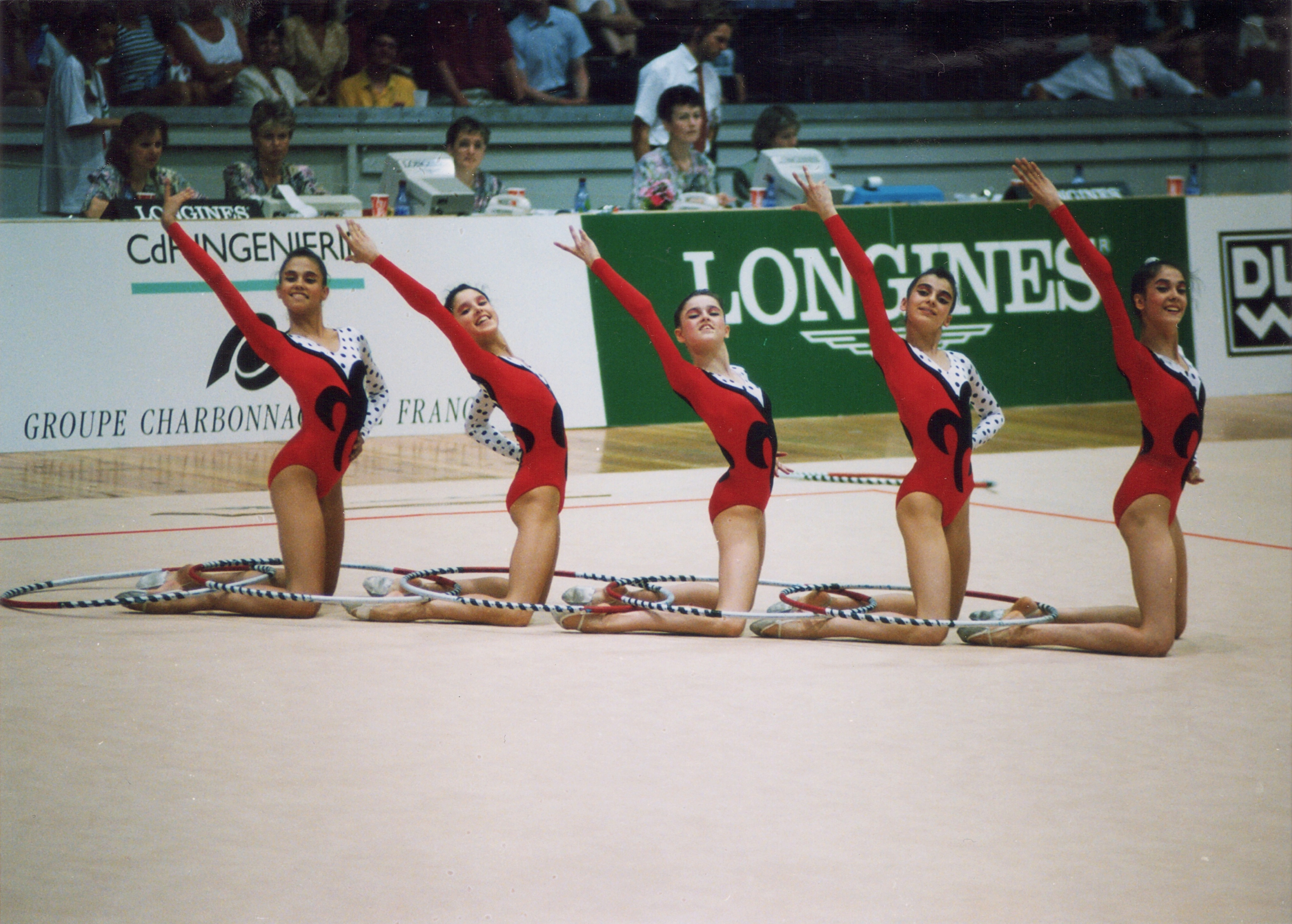
Tania (segunda a la izqda.) con el conjunto en el ejercicio de 5 aros en el Campeonato Europeo de Praga (1995).
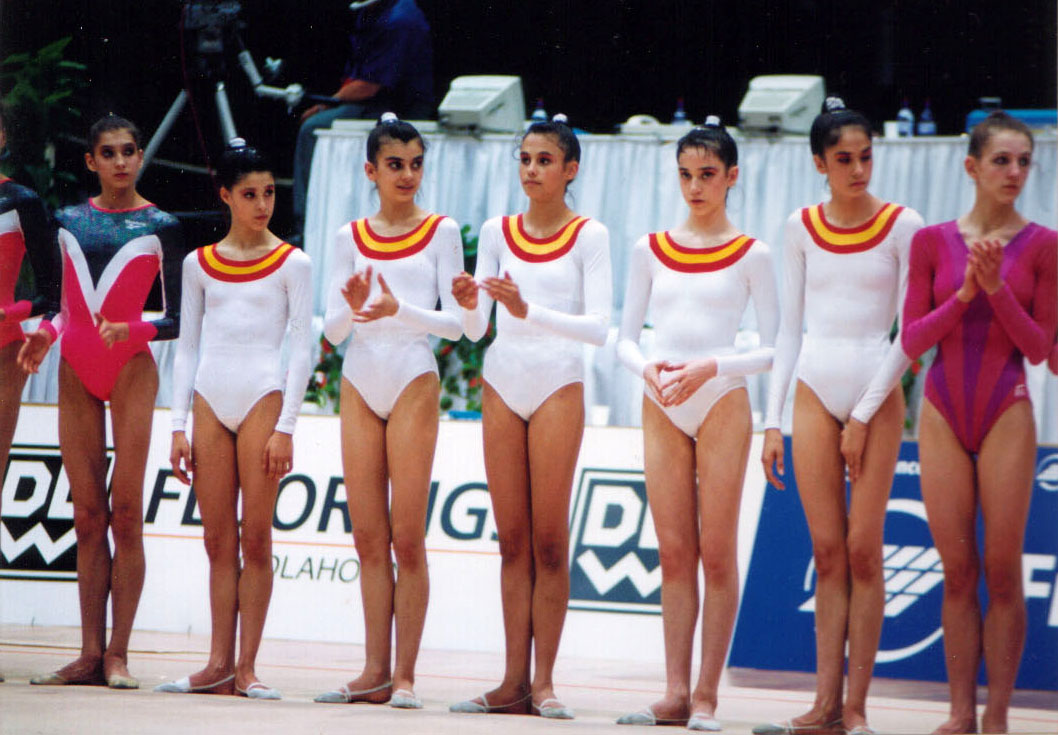
Conjunto español en el podio de 3 pelotas y 2 cintas en Praga.
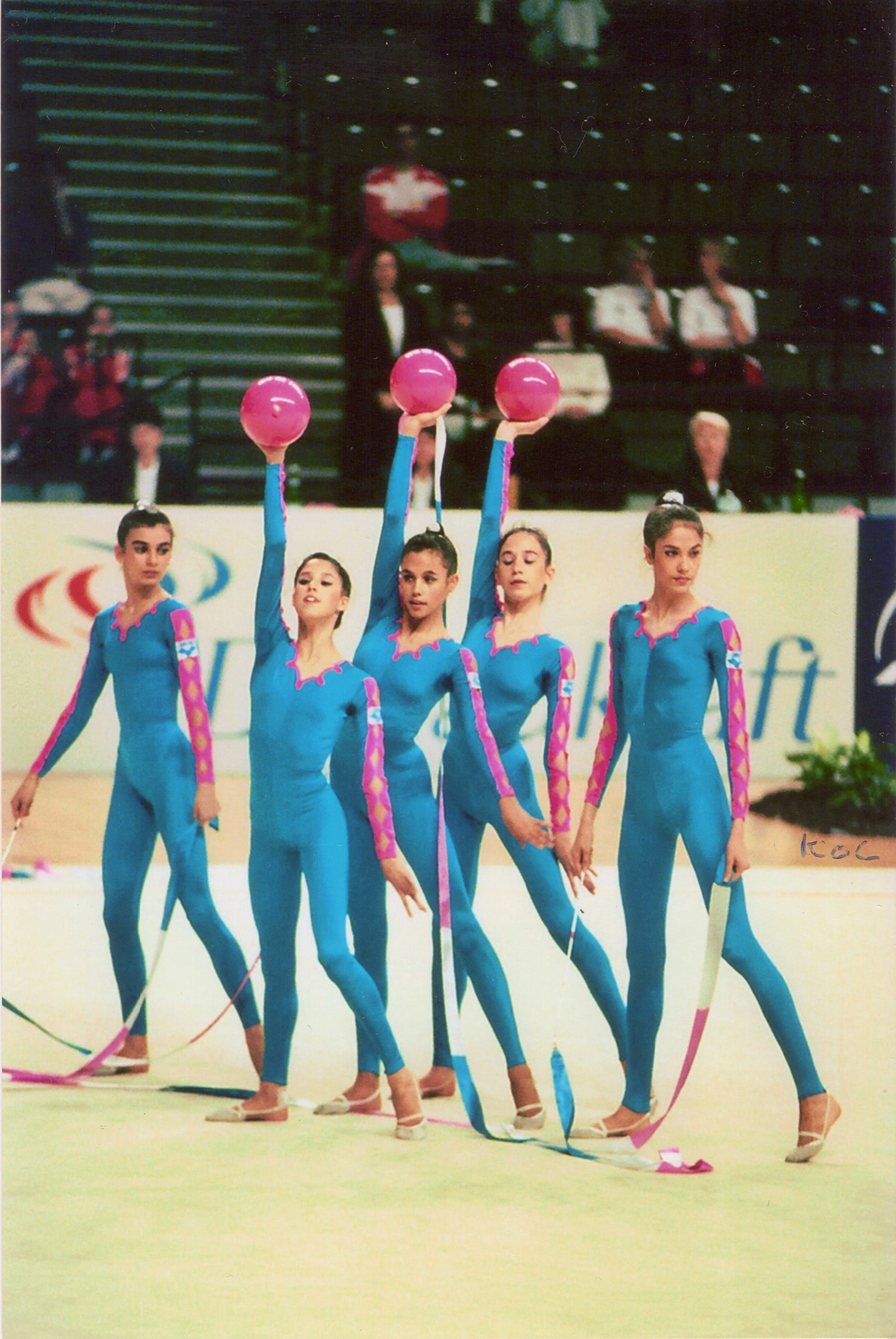
3 pelotas y 2 cintas en el concurso general de Viena (1995).
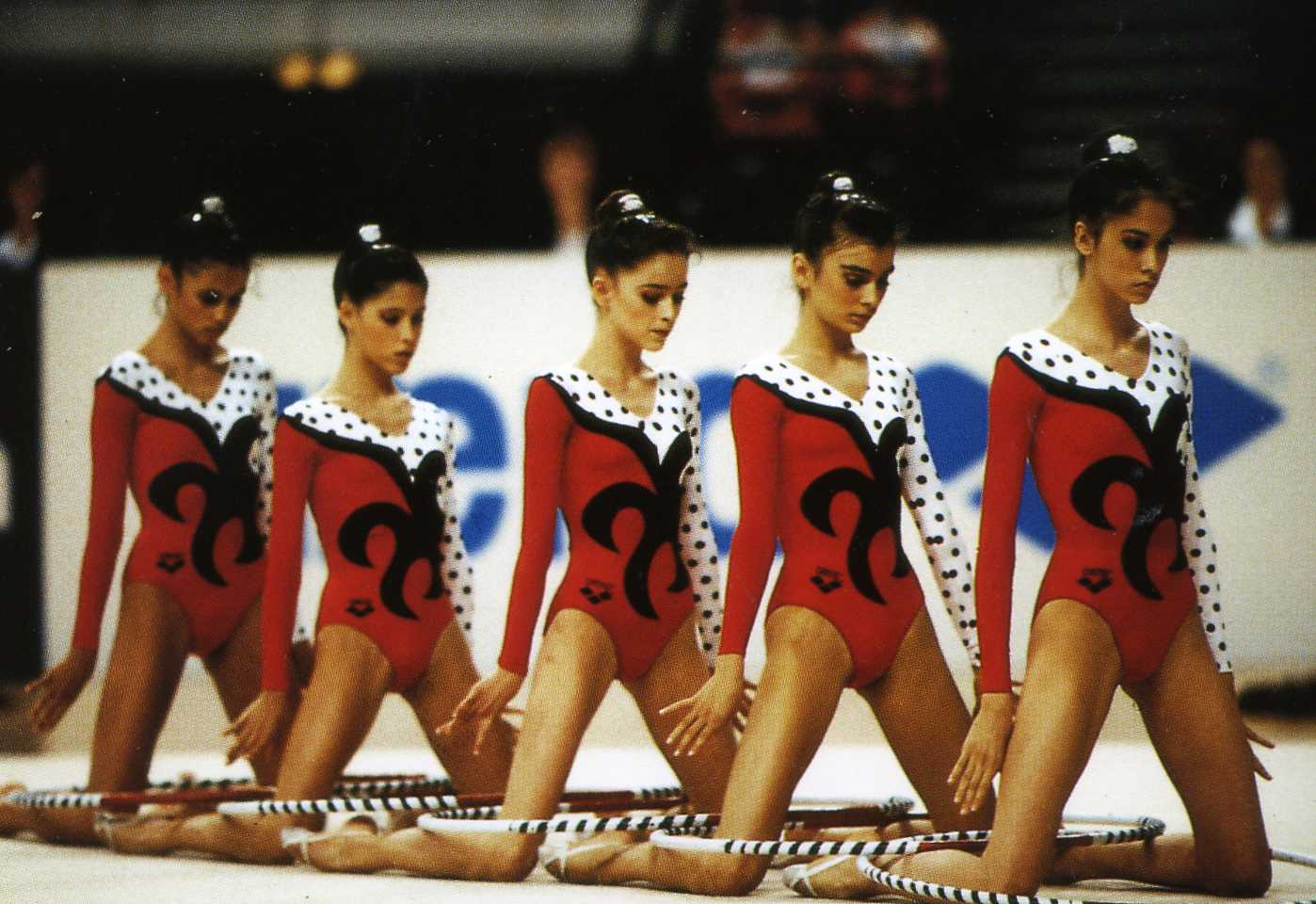
Posición inicial del ejercicio de 5 aros en el Mundial de Viena.
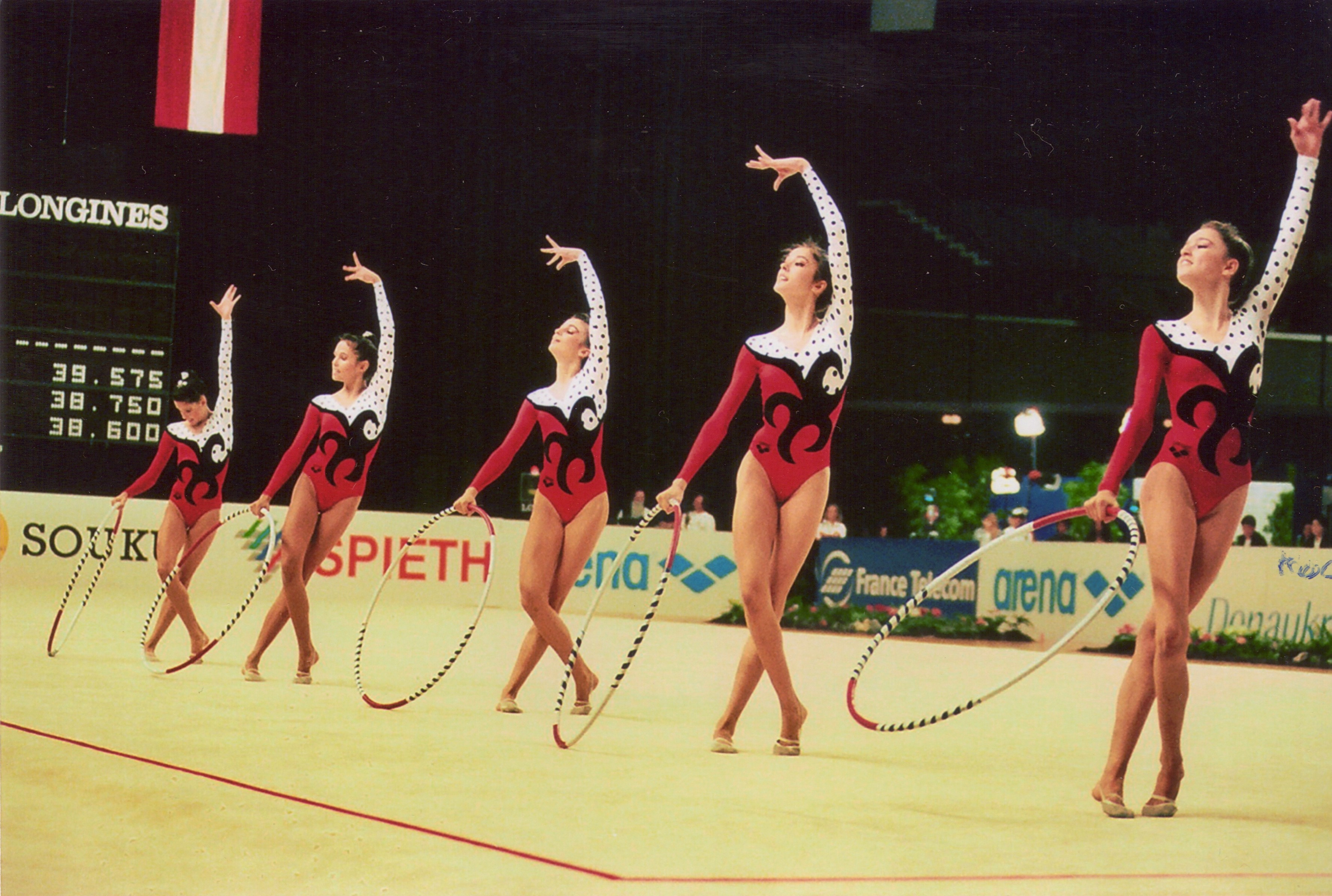
Otro momento del montaje de 5 aros, que contaba con la pieza Asturias (Leyenda) de la Suite española, Op. 47 de Isaac Albéniz.
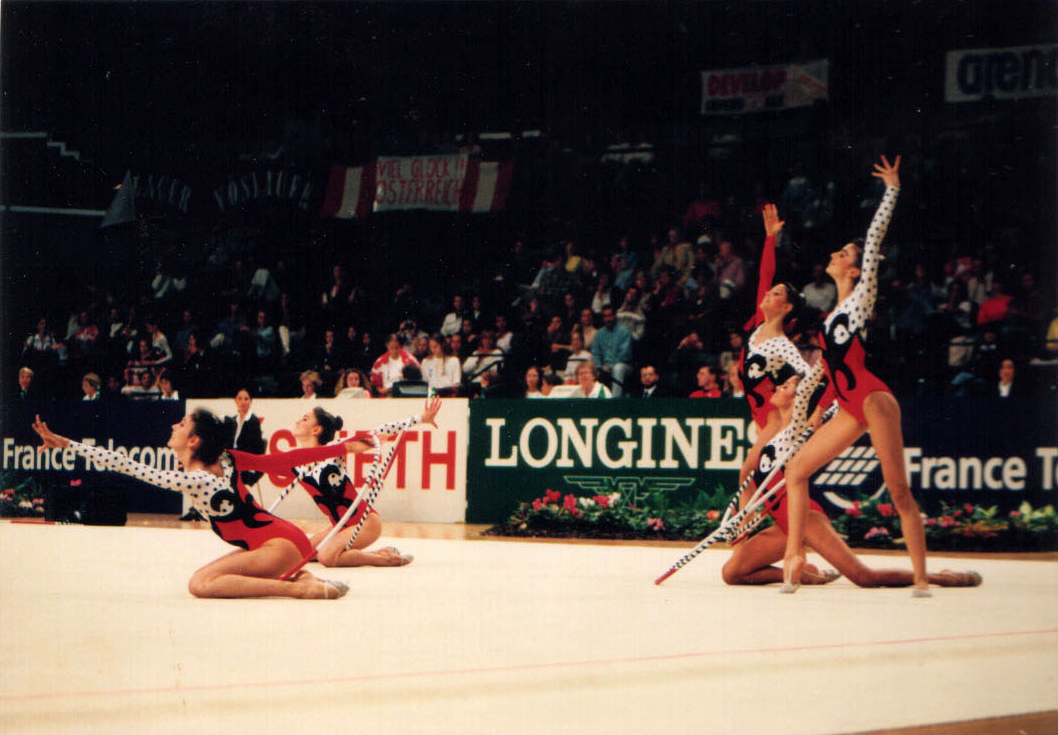
Final del ejercicio de 5 aros en Viena.

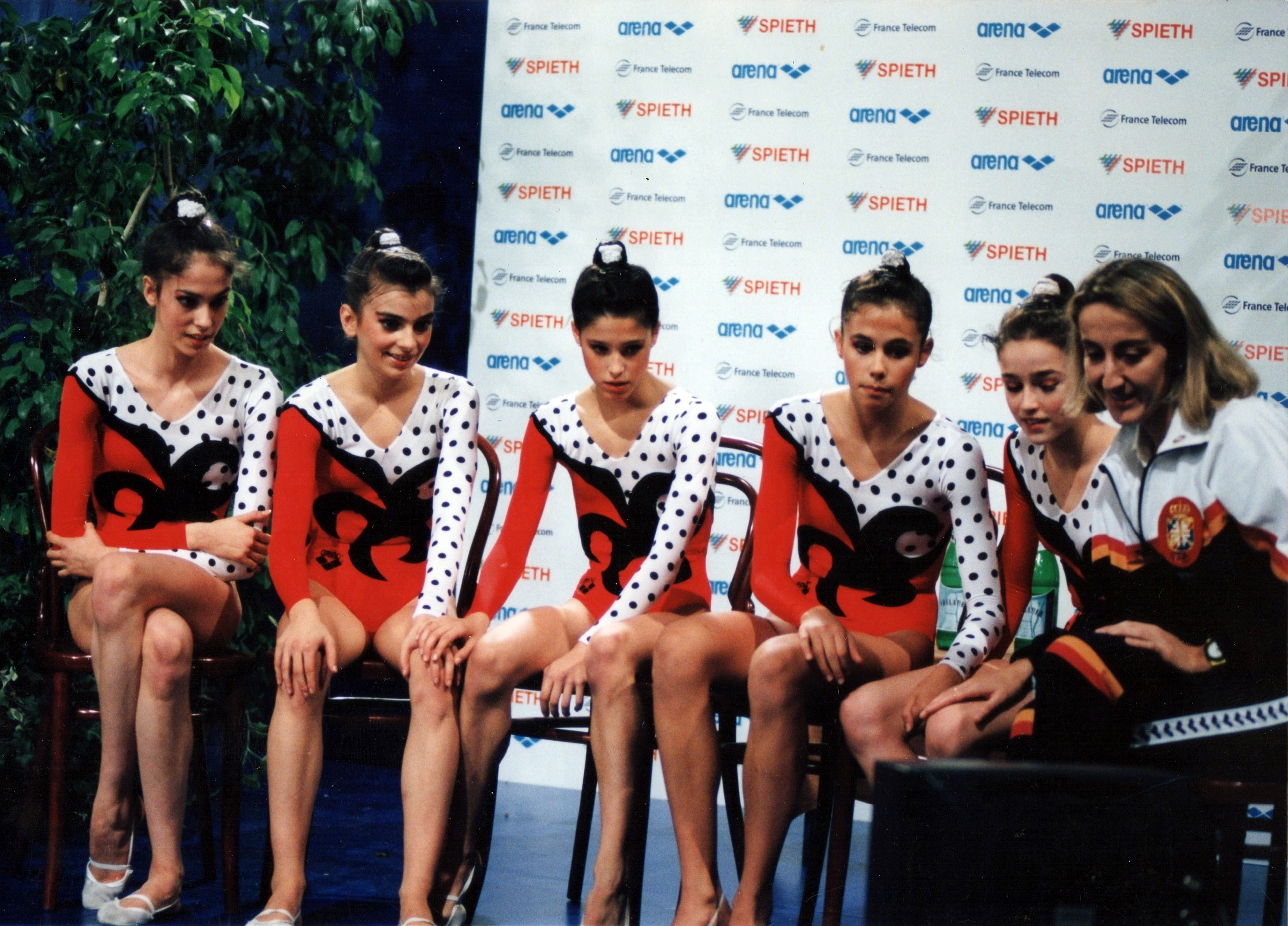
El equipo esperando en Viena la nota final del concurso general tras el ejercicio de 5 aros.
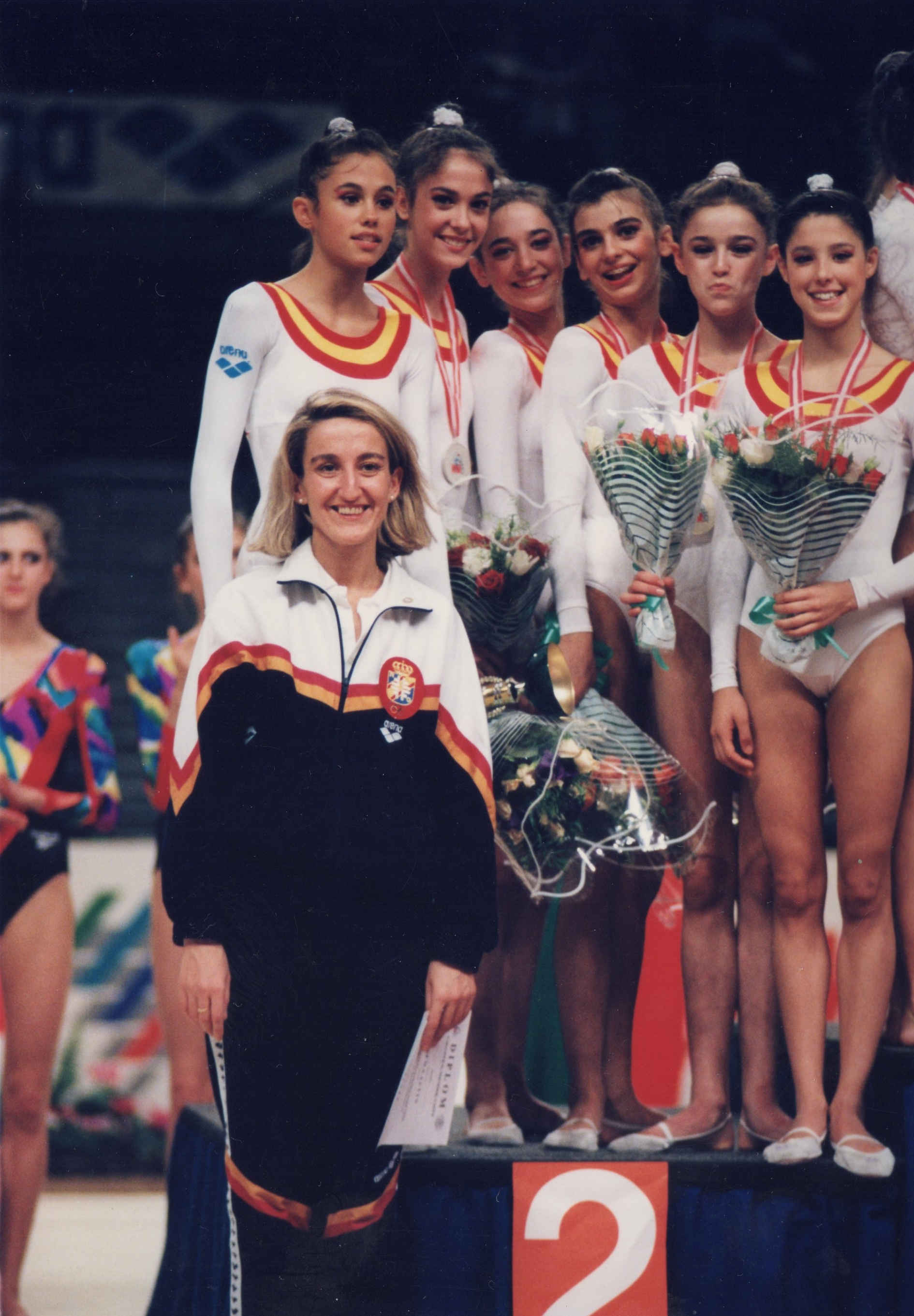
El conjunto con la plata en el podio general en Viena.
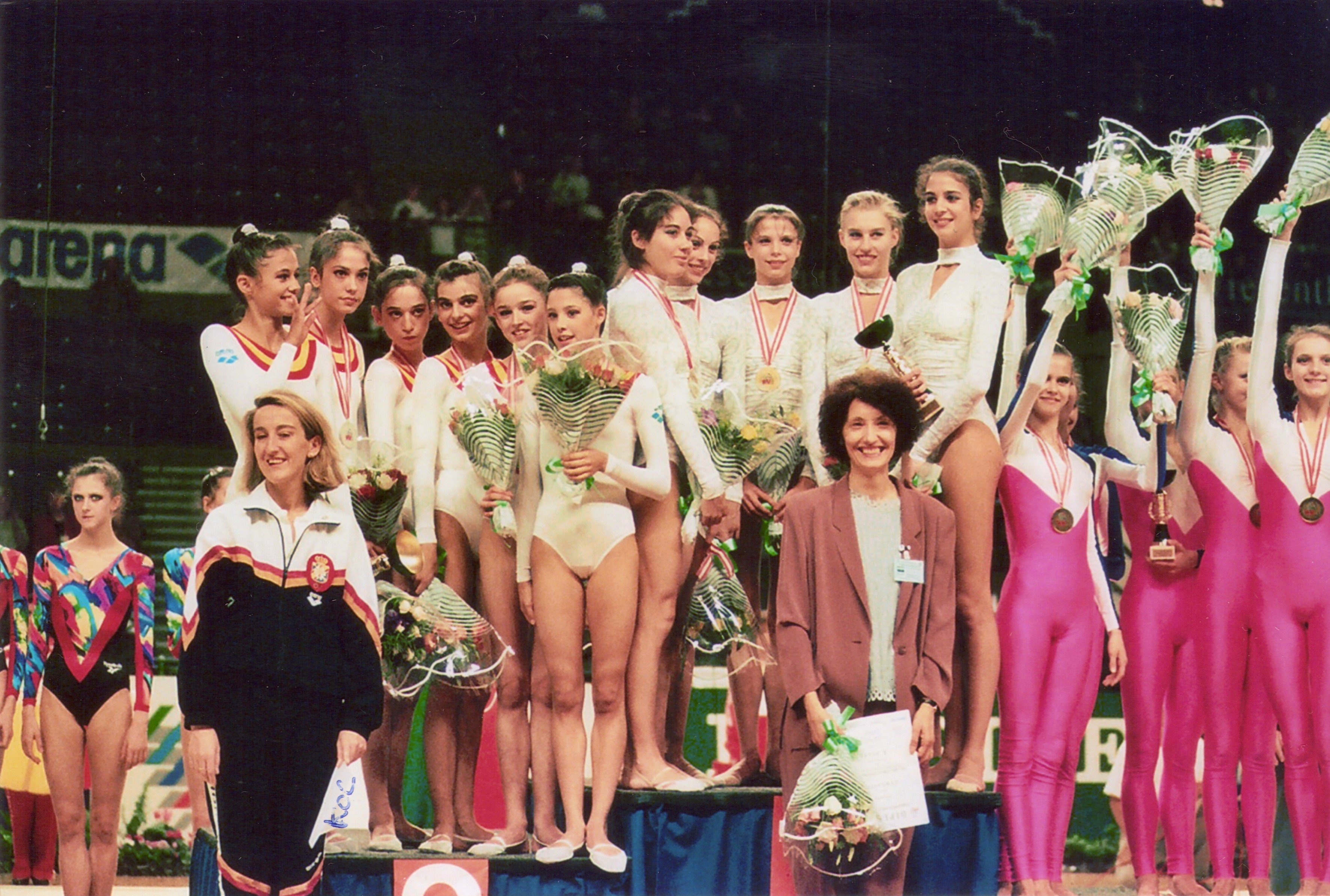
Podio completo del concurso general en Viena. De izquierda a derecha: España, Bulgaria y Bielorrusia.
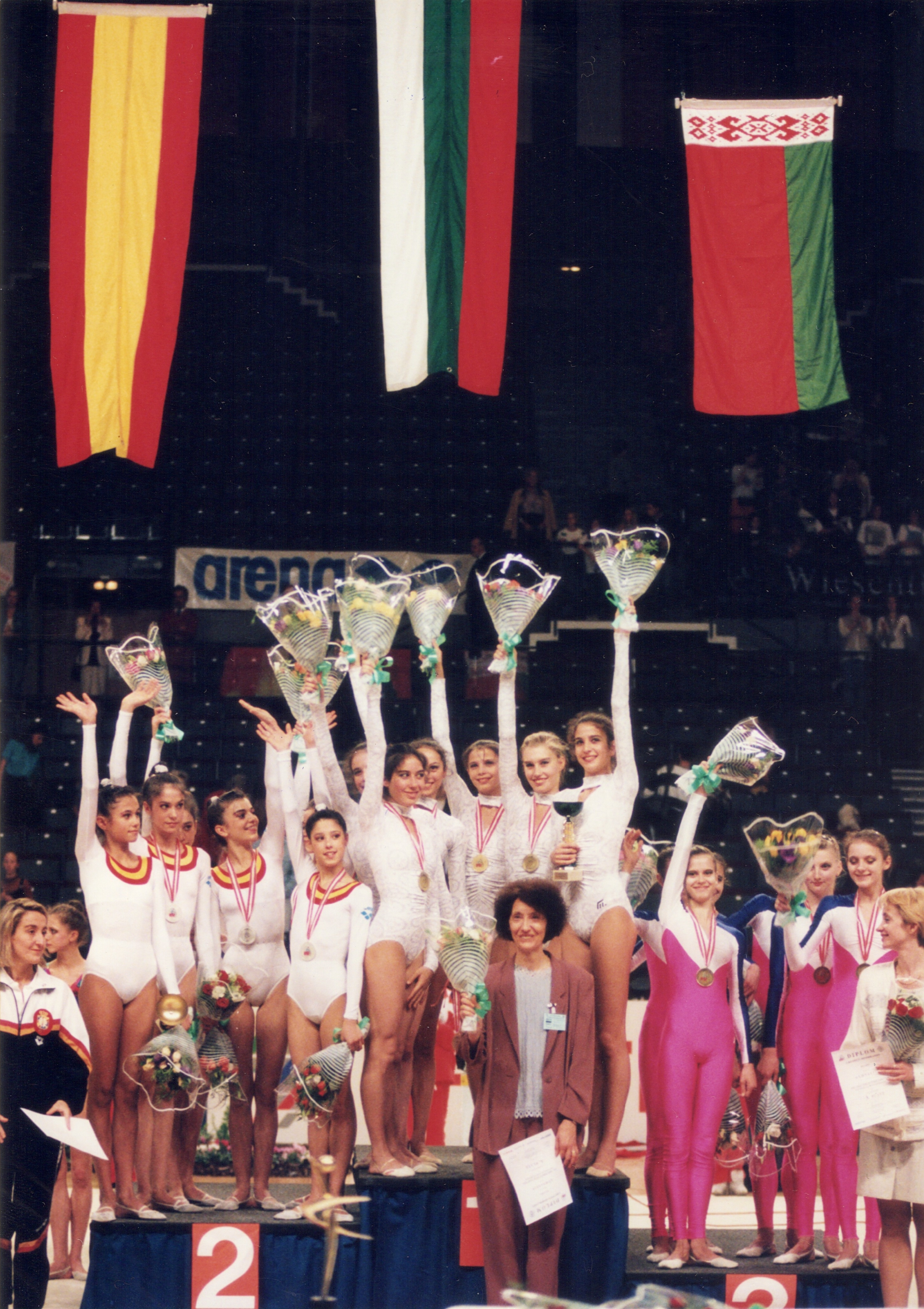
Otro momento del podio de la general.
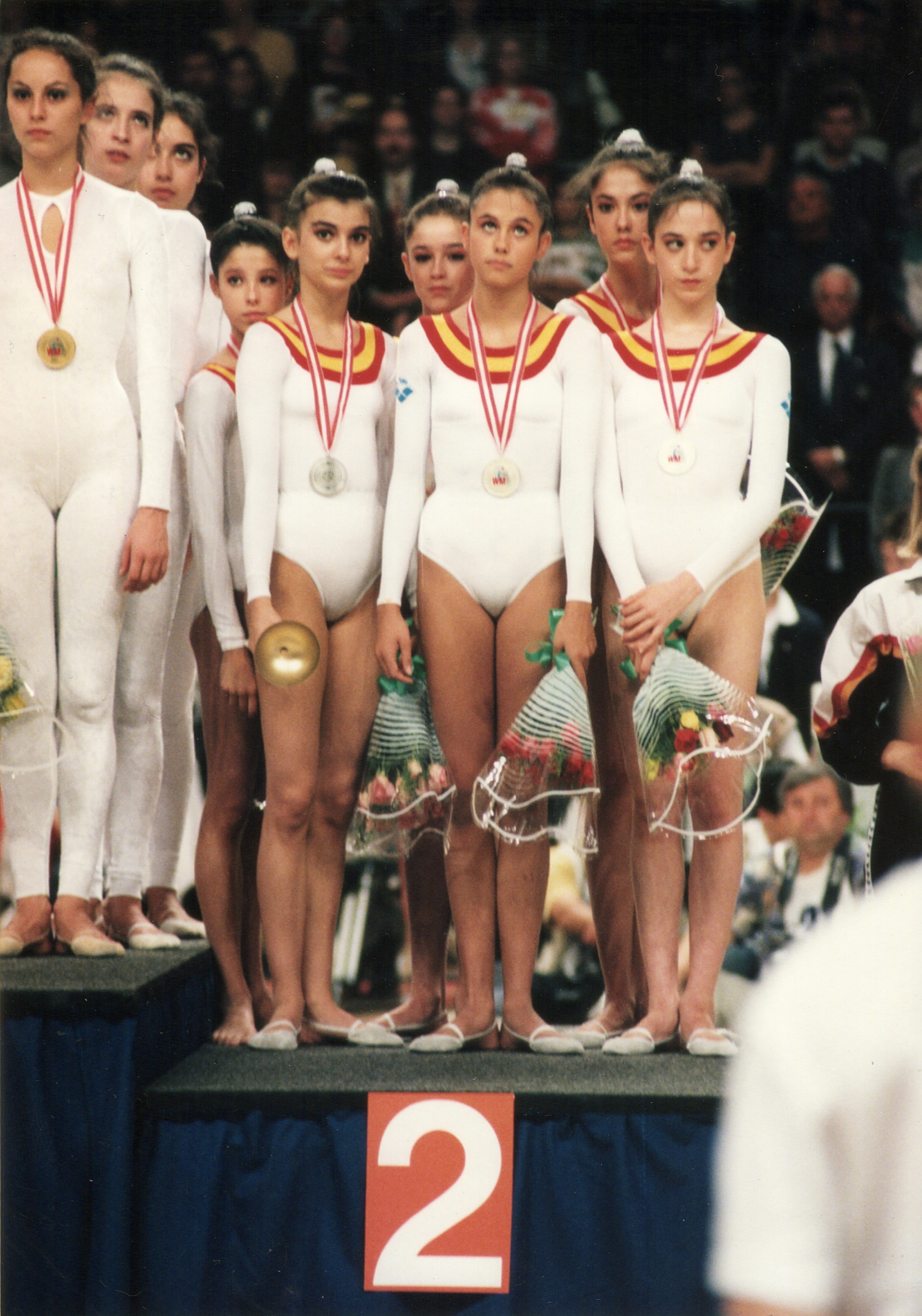
El conjunto con la plata en el podio de la final de 5 aros.
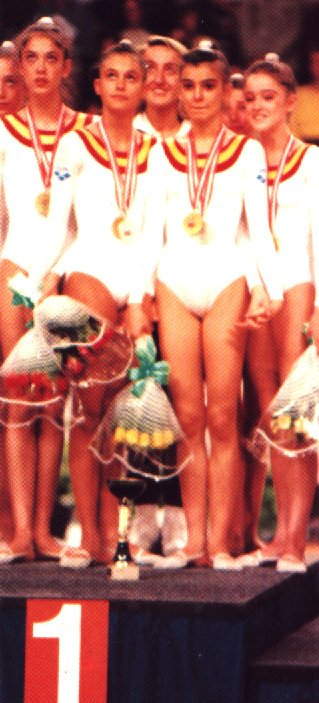
Con el oro en el podio de pelotas y cintas.
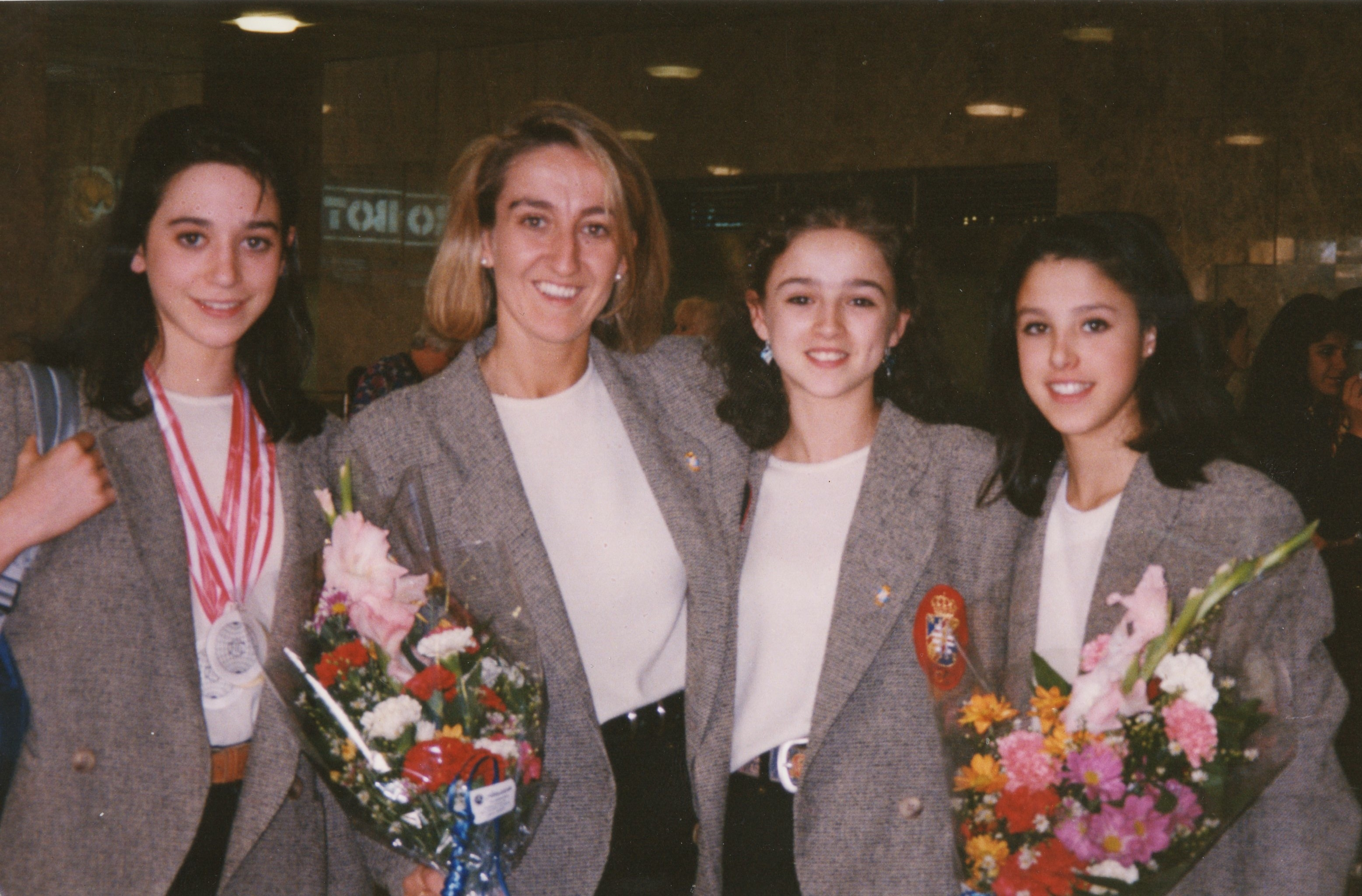
Tania (derecha) con María Fernández, Estíbaliz Martínez y Nuria Cabanillas en el Aeropuerto de Barajas a su llegada de Viena.
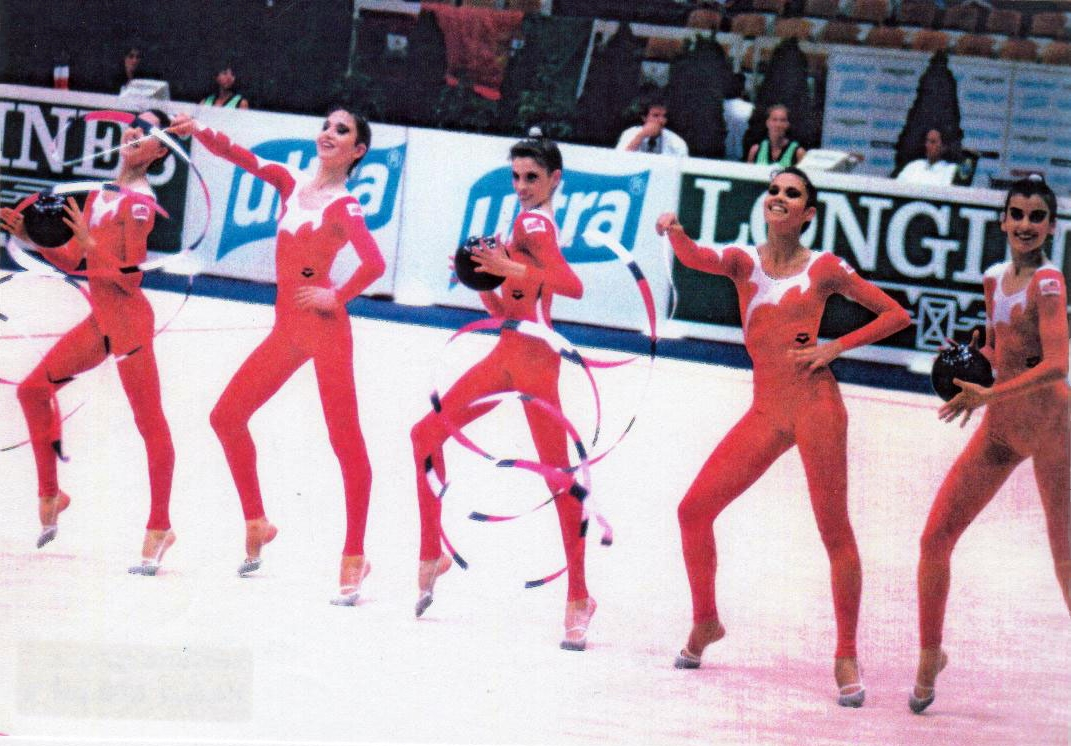
3 pelotas y 2 cintas en el Mundial de Budapest (1996), ejercicio en el que emplean como música «Amanecer andaluz».

## Filmografía

### Películas
| Películas | Películas        | Películas  | Películas  | Películas      |
| Año       | Título           | Personaje  | Notas      | Director       |
| --------- | ---------------- | ---------- | ---------- | -------------- |
| 2013      | Las Niñas de Oro | Ella misma | Documental | Carlos Beltrán |

### Programas de televisión
| Programas de televisión | Programas de televisión | Programas de televisión       | Programas de televisión                                                                              |
| Año                     | Título                  | Cadena                        | Notas                                                                                                |
| ----------------------- | ----------------------- | ----------------------------- | --- |
| 1995                    | Deportes                | ETB 1                         | Entrevistada en reportaje junto a Almudena Cid, Estíbaliz Martínez e Iratxe Aurrekoetxea             |
| 1996                    | Día a día               | Telecinco                     | Invitada junto al resto del conjunto español campeón olímpico                                        |
| 1997                    | XVII Gala del Deporte   | La 2 de TVE                   | Premiada                                                                                             |
| 2000                    | Línea 900               | La 2 de TVE                   | Entrevistada en el reportaje «La otra cara de la medalla»                                            |
| 2008                    | Regreso al futuro       | Canal Sur TV                  | Entrevistada en reportaje                                                                            |
| 2008                    | Esta mañana             | La 1 de TVE                   | Invitada                                                                                             |
| 2008                    | Espejo público          | Antena 3                      | Invitada                                                                                             |
| 2008                    | Identity                | La 1 de TVE                   | Personaje oculto                                                                                     |
| 2011                    | Espejo público          | Antena 3                      | Invitada                                                                                             |
| 2012                    | Londres en juego        | Teledeporte                   | Redifusión de la final de conjuntos de gimnasia rítmica en Atlanta 1996                              |
| 2012                    | El programa de Ana Rosa | Telecinco                     | Invitada                                                                                             |
| 2014                    | Euskalgym 2014          | ETB 1                         | Homenajeada                                                                                          |
| 2015                    | Araba Sport             | TeleVitoria                   | Invitada                                                                                             |
| 2015                    | Somos deporte           | VTV Gasteiz                   | Entrevistada                                                                                         |
| 2016                    | Somos deporte           | VTV Gasteiz                   | Entrevistada junto a Almudena Cid, Lorena Guréndez y Estíbaliz Martínez                              |
| 2019                    | Legends Live On         | Eurosport 1 y Olympic Channel | Protagonista del reportaje «Spain's "Las Niñas de Oro"» junto al resto del conjunto campeón olímpico |
| 2019                    | Un lugar para quedarme  | Aragón TV                     | Entrevistada en reportaje                                                                            |
| 2021                    | Noches olímpicas        | Eurosport 1                   | Entrevistada                                                                                         |
| 2021                    | Álvarez Café            | Teledeporte                   | Entrevistada                                                                                         |

### Publicidad
- Dos anuncios de Cola Cao (1996). Aparición junto al resto del equipo en dos spots televisivos para Cola Cao, entonces patrocinador del Programa ADO.[2]
- Anuncio de Campofrío (1996). Aparición junto al resto de la selección española en anuncio de televisión de la empresa cárnica, entonces patrocinador de la Federación.
- Imagen de Pelayo Seguros (2019). Protagonizó un spot de la campaña «La diferencia Pelayo».[163]

## Campus de Gimnasia Rítmica Tania Lamarca
De 2010 a 2012, Lamarca dirigió el Campus de Gimnasia Rítmica con su nombre en Sallent de Gállego y otros pueblos del Valle de Tena, y en 2015 y 2016, el Campus tuvo lugar en el New Castelar College de San Pedro del Pinatar (Murcia). Además, Tania fue uno de los organizadores de un campus deportivo en Sallent de Gállego en julio y agosto de 2013 y en julio y agosto de 2014 dirigido a niñas y niños de 5 a 12 años, y ha sido invitada a otros numerosos campus de gimnasia rítmica desde su retirada.

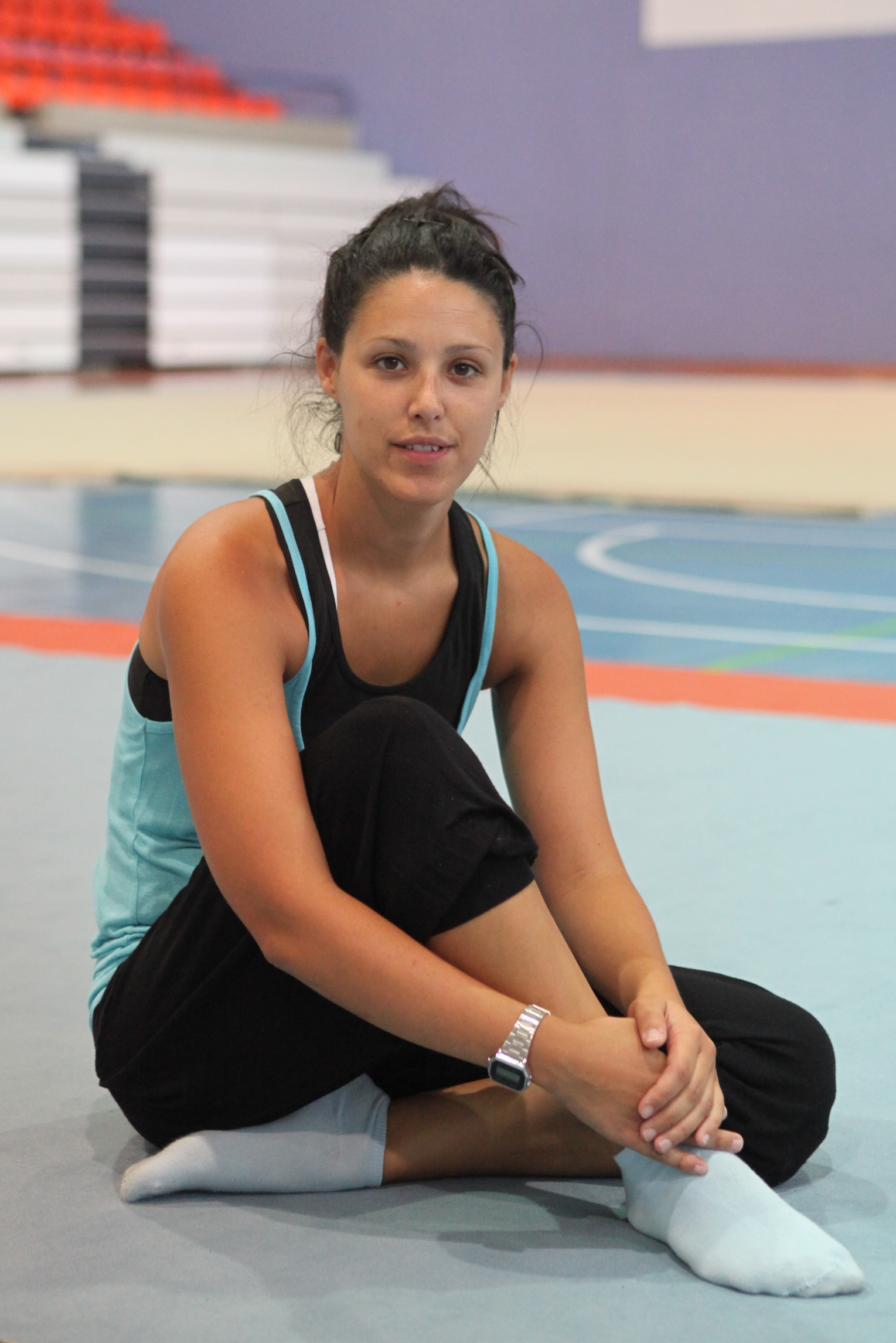
Tania en un campus del Club Tanit en Ibiza (2013).

| Campus de Gimnasia Rítmica Tania Lamarca | Campus de Gimnasia Rítmica Tania Lamarca | Campus de Gimnasia Rítmica Tania Lamarca | Campus de Gimnasia Rítmica Tania Lamarca                   | Campus de Gimnasia Rítmica Tania Lamarca |
| Edición                                  | Año                                      | Fecha                                    | Lugar                                                      | Notas |
| ---------------------------------------- | ---------------------------------------- | ---------------------------------------- | ---------------------------------------------------------- | --- |
| I                                        | 2010                                     | Julio y agosto                           | Sallent de Gállego (julio), Panticosa y Biescas (agosto).  | Dirigido a niños y niñas de 8 a 12 años. |
| II                                       | 2011                                     | Julio y agosto                           | Sallent de Gállego (julio) y Panticosa (agosto).           | Dirigido a niños y niñas de 8 a 12 años. |
| III                                      | 2012                                     | Julio y agosto                           | Sallent de Gállego.                                        | Dirigido a niños y niñas de 8 a 12 años. |
| IV                                       | 2015                                     | Del 26 de julio al 2 de agosto           | New Castelar College de San Pedro del Pinatar (Murcia).    | Primer Campus en New Castelar College. Dirigido a niñas a partir de 6 años.                                                                                   |
| V                                        | 2016                                     | Del 24 al 31 de julio                    | New Castelar College de San Pedro del Pinatar (Murcia).    | Segundo Campus en New Castelar College. Con la visita de Almudena Cid. Dirigido a niñas a partir de 6 años.                                                   |
| VI                                       | 2019                                     | Del 1 al 6 de julio                      | Residencia Universitaria Tomás Alfaro Fournier de Vitoria. | Primer Campus Inclusivo de Tania Lamarca. Con la colaboración de Lourdes Mohedano, Leticia Batista y Sara Marín. Dirigido a niños y niñas a partir de 8 años. |
| VII                                      | 2022                                     | Del 21 al 27 de agosto                   | Residencia Deportiva Aster de Hospitalet del Infante.      | Segundo Campus Inclusivo de Tania Lamarca. Con la colaboración de Natalia García y Sara Marín.                                                                |